# Chiến dịch giải phóng Bulgaria
Lỗi Lua: bad argument #1 to 'lc' (string expected, got number).
Chiến dịch giải phóng Bulgaria (5 tháng 9 - 15 tháng 9 năm 1944) là một chiến dịch quân sự do Phương diện quân Ukraina 3 (Liên Xô) dưới sự chỉ huy của nguyên soái Fyodor Ivanovich Tolbukhin tổ chức trong cuộc Chiến tranh Xô-Đức thuộc Chiến tranh thế giới thứ hai. Mục đích của chiến dịch là đánh bại các lực lượng Đức Quốc xã đóng tại Bulgaria và các lực lượng thân Đức tại quốc gia này. Trong khi quân đội Liên Xô triển khai chiến dịch, ngày 9 tháng 9 năm 1944, tại thủ đô Sofia đã nổ ra cuộc khởi nghĩa của các lực lượng yêu nước Bulgaria do Đảng Cộng sản Bulgaria dưới sự lãnh đạo của Georgy Dimitrov chủ xướng. Trên chiến trường, quân đội Bulgaria không những không nổ súng chống lại quân đội Liên Xô mà còn mở cửa biên giới cho Hồng quân tiến vào lãnh thổ Bulgaria. Cuộc khởi nghĩa đã làm cho chính quyền thân Đức ở Bulgaria sụp đổ và nước này từ bỏ phe phát xít, chuyển sang phe Đồng Minh. Hai tập đoàn quân Bulgaria đã tham gia các chiến dịch Beograd, Budapest và Viên bên cạnh Quân đội Liên Xô, Quân đội Romania và Quân Giải phóng nhân dân Nam Tư chiến đấu chống lại quân đội Đức Quốc xã cho đến khi kết thúc chiến tranh.
Việc Bulgaria từ bỏ phe Trục đã làm cho hải quân Đức Quốc xã mất nốt những căn cứ và quân cảng cuối cùng trên bờ Biển Đen ở Burgas, Varna và buộc phải rút khỏi Biển Đen. Các tàu nổi Đức đậu tại các cảng này đều bị quân Đức đánh chìm trước khi rút chạy khỏi Bulgaria bằng các tàu ngầm. Chiếm được Bulgaria, Phương diện Ukraina 3 (Liên Xô) đã có một bàn đạp thuận lợi để phối hợp với Quân giải phóng nhân dân Nam Tư triển khai Chiến dịch giải phóng Nam Tư và giải phóng Beograd, đuổi quân đội Đức Quốc xã ra khỏi khu vực Balkan, hoàn thành các mục tiêu quân sự chính trị tại vùng này.

## Bối cảnh

### Tình hình chính trị xã hội Bulgaria cuối năm 1944
Mùa xuân và hè năm 1944, chính phủ Liên Xô đã nhiều lần tiến hành đàm phán với chính phủ Bulgaria, cố gắng thuyết phục Bulgaria từ bỏ phe Đức Quốc xã và giữ vị trí trung lập. Trước tình hình chính trị-kinh tế-quân sự của phe Trục ngày một xấu đi, chính phủ Bulgaria buộc phải thực hiện những bước đi nhằm cứu vãn tình thế. Tháng 6 năm 1944, thủ tướng D. Bozhilov - một phần tử cực hữu thân phát xít - từ chức và I. I. Bagryanov - một người có tư tưởng thân phương Tây - lên thay.
Tình hình nội chính của vương quốc Bulgaria trong năm 1944 càng ngày càng xuống cấp nghiêm trọng. Từ mùa hè 1944, kinh tế đất nước lún sâu vào khủng hoảng, ngân khố cạn kiệt, trong nước xảy ra nạn đói còn chính trị thì rối ren. Thêm vào đó, đại thắng Iaşi-Chişinău cùng với những chiến thắng khác của quân đội Liên Xô tại Rumani và việc Rumani từ bỏ phe phát xít đã giáng một đòn nặng vào vị thế chính trị ở trong nước và quốc tế của chính phủ thân Đức tại Bulgaria. Tuy nhiên, chính phủ thân Đức của Ivan Ivanov Bagryanov vẫn hi vọng vào sự chi viện của quân đội Đức Quốc xã để giữ lấy Bulgaria. Chính bản thân đại sứ Đức Quốc xã tại Bulgaria cũng nói với I. I. Bagryanov rằng trong thời gian tới, quân đội Đức Quốc xã chưa có ý định bỏ Bulgary. Nhưng đến khi Tập đoàn quân 6 (Đức) bị đánh tan và hai tập đoàn quân Romania rã ngũ tại mặt trận Iaşi-Chişinău thì I. I. Bagryanov nhận thấy khó có thể đảo ngược tình hình. Mặc dù không điều động quân đội tham chiến chống Liên Xô và ra tuyên bố Bulgary trung lập ngày 26 tháng 8, tuyên bố hủy bỏ đạo luật chống người Do Thái tại Bulgaria, triệt thoái các lực lượng quân sự Bulgaria khỏi Nam Tư và Hy Lạp và đơn phương tuyên bố đình chiến với Liên Xô nhưng chính phủ của I. I. Bagryanov vẫn cho quân Đức "rút lui thoải mái" qua lãnh thổ Bulgary để lập một mặt trận mới tại Nam Tư.
Trước những động thái của chính phủ Bulgaria, ngày 30 tháng 8, Chính phủ Liên Xô ra tuyên bố yêu cầu chính phủ Bulgaria phải đình chỉ ngay việc cho quân Đức mượn đường để rút quân từ Hi Lạp và Makedonia sang Romania, Serbija và Hungary, chấm dứt việc cung cấp các phương tiện vận tải đường sắt và đường bộ cho quân đội Đức Quốc xã. Chính giới Bulgaria cũng yêu cầu I. I. Bagryanov đáp ứng các yêu cầu của Liên Xô để tránh chiến tranh trên đất Bulgaria. Chiều 30 tháng 8, I. I. Bagryanov xin từ chức. Sau hai ngày Bulgaria không có chính phủ, ngày 2 tháng 9 năm 1944, Konstantin Vladov Muraviev, cháu họ của nhà cách mạng A. S. Stamboliyski, cũng là một chính khách thân phương Tây được đưa lên ghế thủ tướng. Ông này ra tuyên bố khôi phục lại các quyền tự do dân chủ của nhân dân Bulgaria, ân xá cho tất cả những người đã bị bắt vì chống lại nước Đức Quốc xã, chống lại chế độ độc tài ở Bulgaria, giải tán mọi tổ chức phát xít ở Bulgaria. K. V. Muraviev còn ra lệnh tước vũ khí của các đơn vị quân Đức đi qua Bulgaria cũng như đóng quân tại Bulgaria, đồng thời hứa sẽ đàm phán với Anh, Mỹ để rút ra khỏi chiến tranh và tái lập mối quan hệ tin cậy với người Nga. Tuy nhiên, việc tước vũ khí của quân đội Đức Quốc xã không hề được thực hiện trong khi việc bắt liên lạc với các đồng minh Anh, Mỹ qua ngả Hi Lạp lại được K. V. Muravyev xúc tiến thực hiện.
Thật ra, bản thân Bulgaria không trực tiếp tham chiến cùng với Đức để chống Liên Xô vì đại đa số người dân Bulgaria vẫn dành những tình cảm tốt đẹp cho dân tộc Nga, những người đã giúp họ thoát khỏi ách thống trị của đế quốc Osman Thổ Nhĩ Kỳ hồi thế kỷ trước. Sự gần gũi về ngôn ngữ và chữ viết giữa hai nước, hai dân tộc cũng là những điều kiện thuận lợi của quân đội Liên Xô trong quá trình triển khai lực lượng. Tuy nhiên, các sân bay, hải cảng, đường sắt và tài nguyên của quốc gia này đã được nước Đức phát xít khai thác trong cuộc chiến chống Liên Xô. Ngoài việc đàn áp các lực lượng du kích Bulgary ở trong nước, Quân đội Bulgaria dưới sự chỉ huy của các tướng lĩnh thân Đức cũng đóng quân tại Hy Lạp, Nam Tư và tham gia đàn áp phong trào du kích của các lực lượng yêu nước tại đây. Đó là những khó khăn về chính trị mà nhà nước và quân đội Liên Xô cũng với chính quyền mới ở Bulgaria phải khắc phục trong quá trình Bulgary gia nhập phe đồng minh chống phát xít.

### Tình hình quân sự
Sau Chiến dịch Iaşi-Chişinău, đại bộ phận quân đội Đức Quốc xã đóng tại Bulgaria, Makedonia và Hi Lạp đều rút qua lãnh thổ Romania và Nam Tư. Ở Bulgaria chỉ còn lại một số đơn vị bảo vệ hâu phương mặt trận, cảnh vệ, hậu cần và bộ máy mật thám Gestapo vẫn hoạt động đều đặn. Trong khi đại bộ phận quân đội Bulgaria theo sự điều động của Bộ Tổng tư lệnh lục quân Đức đóng tại các vùng phía Tây đất nước, Thủ đô Sofia, trên lãnh thổ Nam Tư và Hi Lạp thì những vùng còn lại của Bulgaria trở thành nơi hoạt động lý tưởng cho các đội du kích Bulgaria chống phát xít. Đến mùa hè năm 1944, Dobry Kolev Terpeshev, Ủy viên Bộ chính trị trung ương Đảng Công nhân Bulgary (Cộng sản) (BRP k) đã nắm trong tay hàng trăm đội du kích lớn nhỏ hoạt động khắp đất nước Bulgary. Từ tháng 2 năm 1943, lực lượng kháng chiến Bulgary được tổ chức lại gồm 13 liên đoàn hoạt động tại Thủ đô Sofia, các tỉnh Plovdiv, Pazardzhishka, Gornodzhumayska, Starozagorska, Yambol, Kharskovska, Gornooryahovska, Shumenska, Pleven, Vrachanska, Rusenka và thành phố cảng Varna.
Ở miền Đông Bulgaria, quân Đức chỉ đóng giữ tại các hải cảng Burgas, Varna và các nhà ga đường sắt chiến lược với quân số khoảng 10.000 người để bảo vệ con đường vận chuyển hàng hóa chiến lược từ Biển Đen về Sofia và từ Sofia đi Nam Tư, Romania và Hungary. Quân Đức tại Bulgaria không có các tuyến phòng ngự kiên cố và tuyến phòng thủ liên tục. Các đơn vị quân Đức đội Quốc xã đóng xen kẽ với các lực lượng của Chính phủ Romania thân Đức, được trang bị kém hơn quân Đúc nhiều lần. Tại Bulgaria, quân đội Đức Quốc xã cũng không có các đơn vị xe tăng lớn. Không quân Đức cũng có một số phi đội máy bay tiêm kích và ném bom đóng tại các sân bay ở Sofia, Plovdiv và Burgas. Tại các bến cảng Varna và Burgas, hải quân Đức có một số tàu chiến rút từ Constanta (Romania) về, một số tàu tuần tiễu, tàu ngầm và các biên đội tàu vận tải.

## Binh lực và kế hoạch

### Quân đội Liên Xô
- Phương diện quân Ukraina 3 (tư lệnh: Đại tướng F. I. Tolbukhin, tham mưu trưởng: thượng tướng S. S. Birzuzov)
  - Tập đoàn quân 46 của trung tướng Ivan Timofeyevich Shlemin gồm 7 sư đoàn bộ binh, 1 lữ đoàn và 4 trung đoàn pháo, 1 trung đoàn súng cối.
  - Tập đoàn quân 57 của tướng trung tướng Nikolai Aleksandrovich Gagen gồm 8 sư đoàn bộ binh, 1 lữ đoàn xe tăng, 1 lữ đoàn và 3 trung đoàn pháo, 1 trung đoàn súng cối.
  - Tập đoàn quân 37 của trung tướng Mikhail Nikolayevich Sharokhin gồm 8 sư đoàn bộ binh, 1 sư đoàn đổ bộ đường không, 1 lữ đoàn và 4 trung đoàn pháo, 1 trung đoàn Katyusha, 3 trung đoàn súng cối.
  - Tập đoàn quân không quân 17 của thượng tướng không quân Vladimir Aleksandrovich Sudet gồm 5 sư đoàn tiêm kích, 3 sư đoàn cường kích, 2 sư đoàn và 1 trung đoàn ném bom.
  - Quân đoàn cơ giới cận vệ 4 của thiếu tướng Vladimir Ivanovich Zhdanov gồm 1 lữ đoàn xe tăng, 3 lữ đoàn bộ binh cơ giới, 1 trung đoàn pháo tự hành, 3 trung đoàn pháo, 1 trung đoàn phòng không, 1 tiểu đoàn xe bọc thép lội nước và 1 tiểu đoàn mô tô trinh sát.
  - Quân đoàn cơ giới cận vệ 7 của thiếu tướng F.G. Katkov gồm 1 lữ đoàn xe tăng, 3 lữ đoàn bộ binh cơ giới, 2 trung đoàn pháo tự hành, 1 trung đoàn súng cối, 1 trung đoàn phòng không, 1 tiểu đoàn xe bọc thép lội nước và 1 tiểu đoàn mô tô trinh sát.
- Hạm đội biển Đen (tư lệnh: Đô đốc F. I. Oktyabrskiy)

### Lực lượng kháng chiến Bulgaria
- Tư lệnh: Dobry Kolev Terpeshev, Ủy viên Bộ Chính trị trung ương Đảng Lao động Bulgaria (Cộng sản) [BRP(k)];
- Chính ủy: Anton Yugov;
- Các phó tư lệnh: Boyan Balgaranov (tham mưu trưởng), Vlado Trichkov và Petar Iliev;
- Các ủy viên hội đồng quân sự: Todor Toshev, Peter Vranchev và Blagoy Ivanov.

Binh lực gồm 13 liên đoàn du kích được trang bị chủ yếu là vũ khí bộ binh và một số ít sơn pháo. Tổng quân số khoảng 30.000 người:
- Liên đoàn 1 hoạt động tại khu vực Thủ đô Sofia do Lev Glavinchev, Vlado Trichkov và Slavcho Transki chỉ huy, gồm Lữ đoàn du kích "Chavdar" (Sofia), Lữ đoàn 4 mang tên "Cách mạng Sofia" 4", các chi đội du kích "Transky", "Ikhtimanska", "Tsribrodsky", "Shopsky", "Radomirsky, "Dubnitsa", "Brazninsky", "Georgy Rakovsky", một phần chi đội "Rilo-Pirinsky" và đại đội độc lập "Dragovishitsa".
- Liên đoàn 2 hoạt động tại thành phố Plovdiv do George Zhechev, Ivan Radev và Boyan Balgaranov chỉ huy, gồm Lữ đoàn Rodop 1 "Georgi Dimitrov", Lữ đoàn Rodop 2 "Vasil Kolarov", các chi đội "Khristo Botev I", "Khristo Botev II", "Vasil Levski I", "Vasil Levski II" và một phần Lữ đoàn Rodop 3 "Ivanov".
- Liên đoàn 3 hoạt động tại tỉnh Pazardzhiska do Metodi Shatorov chỉ huy, gồm các lữ đoàn "Chepinets" và "Georgi Benkovski"; các chi đội "Angel Kynchev" và "Panayot Volov".
- Liên đoàn 4 hoạt động tại tỉnh Gornodzhymaska do Nikolai Parapunov và Krum Radonov chỉ huy, gồm các chi đội du kích "Nikola Kalapchiev", "Nikola Parapunov", "Yane Sandanski", "Anton Popov", "Aneshti Uzunov" và một phần chi đội "Rilo-Pirinsky".
- Liên đoàn 5 hoạt động tại tỉnh Starozagorska do Stoyu Nedelchev-Chochoolu chỉ huy, gồm Lữ đoàn "Georgi Dimitrov" 2, các chi đội du kích "Georgi Dimitrov", "Petko Enev", "Marko Chernev", "Tsvyatko Radoynov" và "Georgy Gyrbachev".
- Liên đoàn 6 hoạt động tại khu vực Yambol do Dimityr Dimov chỉ huy gồm các chi đội "Hadji Dimitar", "Cái chết cho quân phát xít", "Tổ quốc trên hết", "Pyotr Momchilov" và Chi đội số 4.
- Liên đoàn 7 hoạt động tại tỉnh Khashkovo do Ivan Arakliev chỉ huy, gồm các chi đội "Vasil Levski III" và "Asen Zlatarov".
- Liên đoàn 8 hoạt động tại tỉnh Gorno-Oryakhovski do Boris Kopchev chỉ huy, gồm các chi đội "Gabrovo", "Sevlievo" và "Gorno-Oryakhovski"
- Liên đoàn 9 hoạt động tại tỉnh Shumenska do Grudy Atanasov chỉ huy, gồm các chi đội "Avgust Popov", "Omurtagski", "Popovski" và "Targovishe".
- Liên đoàn 10 hoạt động tại khu vực thành phố Varna do Lambo Teolov chỉ huy, gồm các chi đội "Vasil Levski IV" (Varna), "Veliko Marinov" và "Docho Mikhailov".
- Liên đoàn 11 hoạt động tại tỉnh Pleven do Pelo Pelovski và Boris Popov chỉ huy, gồm các chi đội "Khristo Kyrpachev", "Georgy Benkovski I", "Danube", "Vasil Levski V" và "Dyadu Vylko".
- Liên đoàn 12 hoạt động tại tỉnh Vrachanska do Diko Dikov chỉ huy, gồm các chi đội "Gavril Genov", "Khristo Mihailov", "Stefan Karadzha" và "Georgy Benkovski II".
- Liên đoàn 13 hoạt động tại tỉnh vùng núi Rose do Nikola Popov chỉ huy.

Lực lượng du kích Bulgaria có mối quan hệ khá chặt chẽ với Quân Giải phóng nhân dân Nam Tư do I. B. Tito lãnh đạo và các đội du kích chống phát xít của nước láng giềng Hy Lạp.

### Quân đội Bulgaria
Quân đội Bulgaria nắm trong tay một lực lượng đáng kể với tổng cộng 26 sư đoàn, 7 lữ đoàn với hơn 510.000 người. Ngoài ra họ còn sở hữu 250 máy bay. Các cảng Varna, Burgas là nơi trú đóng hơn 80 tàu chiến Đức - Bulgaria. Tuy nhiên, trên thực tế sau đó quân đội Liên Xô chỉ phải giao chiến với 4 sư đoàn và 2 lữ đoàn, phần còn lại của quân đội Bulgaria đều quay súng chống lại quân Đức và gia nhập phe Đồng Minh.

### Quân đội Đức Quốc xã
Quân đội Đức Quốc xã gồm hơn 20 đơn vị cấp tiểu đoàn với khoảng 10.000 người, chủ yếu làm nhiệm vụ bảo vệ hậu phương mặt trận, các tuyến giao thông đường bộ, đường sắt, các hải cảng, nhà ga và bảo vệ các phái bộ ngoại giao và quân sự Đức tại Sofia.

## Diễn biến

### Quân đội Liên Xô tiến vào Bulgaria
Ngày 5 tháng 9 năm 1944, Chính phủ Liên Xô ra công hàm gửi Chính phủ Bulgaria của thủ tướng K. V. Muraviev, nêu rõ:
| “                                                                        | Chính phủ Liên Xô chỉ có thể coi chính sách hiện hành của Bulgaria là thực sự đứng về phe Đức Quốc xã tiến hành chiến tranh chống lại Liên Xô, bất chấp tình hình quân sự của nước Đức về cơ bản đã xấu hẳn đi, bất chấp Bulgaria lúc này hoàn toàn có thể cắt đứt liên hệ với nước Đức, cứu đất nước mình khỏi họa diệt vong. | ” |
| — Thay mặt Hội đồng Chính phủ Liên Xô, Dân ủy ngoại giao: V. M. Molotov. | |   |

Tình hình chính trị của Bulgaria nhanh chóng nóng lên. Ngày 6 tháng 9, chính phủ Muraviev đã ra lệnh đặt các chính Đảng thuộc khối dân chủ của Mặt trận Tổ Quốc Bulgaria ra khỏi vòng pháp luật. Trước đó, do tình hình chiến sự cho thấy chắc chắn Hồng quân sẽ tiến vào Bulgaria, ngày 26 tháng 8 năm 1944, Ban chấp hành Trung ương Đảng Cộng sản Bulgaria và Bộ Tổng tham mưu Quân Giải phóng Nhân dân Bulgaria đã quyết định chuẩn bị khởi nghĩa ở thủ đô Sofia và các vùng có quân du kích chống phát xít hoạt động trên toàn lãnh thổ Bulgaria.
Việc Liên Xô tiến quân vào Bulgaria chỉ là chuyện một sớm một chiều. Đại bản doanh Bộ Tổng tư lệnh Tối cao Liên Xô (STAVKA) đã ra mệnh lệnh yêu cầu Phương diện quân Ukraina 3 và Hạm đội Biển Đen phải tấn công Bulgaria vào ngày 8 tháng 9 và đến ngày 12 tháng 9 phải tiến tới tuyến Russa Palatitsa (???), Karnobat, Burgas và củng cố hậu phương mặt trận với sự phối hợp của các liên đoàn du kích Bulgaria. Mục tiêu chính của Phương diện quân Ukraina 3 sau khi giải phóng Bulraria là mở các chiến dịch phối hợp với Quân giải phóng nhân dân Nam Tư giải phóng lãnh thổ Nam Tư, sau đó quay lại phối hợp với Phương diện quân Ukraina 2 tấn công vào Hungary, Áo và tiếp cận biên giới Đông Nam nước Đức Quốc xã.
Ngày 7 tháng 9, chính phủ Bulgaria của thủ tướng Muraviev ra tuyên bố rút lại đạo luật đặt các lực lượng dân chủ ra ngoài vòng pháp luật. Phái viên của thủ tướng K. V. Muraviev đã gặp đại diện của Phương diện quân Ukraina 3 đề nghị chuyển tới chính phủ Liên Xô biết việc Bulgaria đã thông báo cho phía Đức về việc cắt đứt quan hệ ngoại giao Bulgaria - Đức và xin điều đình với Liên Xô. Sau khi hỏi ý kiến của G. M. Dimitrov, Đại bản doanh Bộ Tổng tư lệnh tối cao Liên Xô lệnh cho Phương diện quân Ukraina 3 hạn chế chiều sâu tiến công tại tuyến Dzhurdzhu (Drurdzu hoặc Giurgiu) - Razhgrad (Ragrad) - Shumen - Dyngopol (Dalgopol)và bờ Bắc sông Luda-Kamchiya cho đến khi Bulgaria thu xếp xong tình hình chính trị trong nước. Tuy nhiên, Chính phủ Liên Xô cũng nói rõ rằng Phương diện quân Ukraina 3 sẽ triển khai đến tuyến biên giới Bulgaria - Nam Tư vì ở Nam Tư, quân Đức đang tập trung lực lượng để tấn công chiếm thủ đô Sofia và quân đội Liên Xô không những chỉ có nhiệm vụ bảo vệ Bulgaria khỏi cuộc tấn công của quân đội Đức Quốc xã mà còn có nhiệm vụ tiếp tục giải phóng Nam Tư và Hungary.
Trước khi tiến quân, ngày 7 tháng 9, Nguyên soái F. I. Tolbukhin, tư lệnh Phương diện quân Ukraina 3 đã ra bản thông điệp gửi các sĩ quan, binh sĩ và nhân dân Bulgaria, được tuyên đọc trên Đài phát thanh Moskva, các đài truyền thanh của mặt trận và các điện đài thu-phát của quân đội Liên Xô có được làn sóng của các điện đài thu-phát của quân đội Bulgaria. Các máy bay Liên Xô cũng rải truyền đơn in bức thông điệp này đến các vị trí đóng quân của quân đội Bulgaria. Thông điệp viết:
| “                                                                  | Ngày 7 tháng 8 năm 1944 Gửi nhân dân Bulgaria anh em và quân đội Bulgaria. Hồng quân Liên Xô không có ý định chiến đấu với quân đội và những người dân Bulgaria anh em. Hồng quân Liên Xô có nhiệm vụ để đánh bại nước Đức Quốc xã để đem lại hòa bình cho toàn thế giới. Điều cần thiết phải làm trong lúc này là Chính phủ Bulgaria phải chấm dứt sự phụ thuộc nào người Đức, cắt đứt ngay lập tức các quan hệ với nước Đức Quốc xã và gia nhập liên minh các quốc gia dân chủ. Hồng quân đang truy tìm các sĩ quan và binh sĩ Đức đang ẩn nấp và lẩn trốn tại Bulgaria. Họ sẽ bị quân đội Xô Viết bắt làm tù binh ngay khi tìm thấy. Hồng quân Liên Xô cũng truy tìm tất cả các tàu biển của Đức để lại các cảng phía bắc của Bulgaria và nếu ai chiếm được sẽ phải chuyển giao ngay lập tức cho Liên Xô. Nếu các chỉ huy trên các tàu đó chống lại, Hải quân Liên Xô có đủ lực lượng và phương tiện để loại họ ra khỏi vòng chiến đấu. Việc thực thi các điều khoản trong thông điệp này có thể sẽ đưa đến việc chấm dứt tình trạng chiến tranh và bắt đầu các cuộc đàm phán hòa bình. | ” |
| — Tư lệnh Phương diện quân Ukraina 3: Nguyên soái F. I. Tolbukhin. | |   |

Ngày 8 tháng 9 năm 1944, Quân đoàn cơ giới cận vệ 7 vượt biên giới Romania - Bulgaria (biên giới năm 1940) tại cửa khẩu Dobromir-Dyal (???) và Quân đoàn cơ giới cận vệ 4 tiến quân qua cửa khẩu Negru-Bode (Negru Voda). Các cuộc tiến quân diễn ra hết sức thuận lợi và gần như không gặp phải sự kháng cự đáng kể nào từ quân đội Bulgaria cũng như người dân địa phương. Viên chỉ huy đồn biên phòng Dobromir-Dyal của Bulgaria nói: "Chúng tôi tự nguyện đầu hàng. Chúng tôi không muốn đánh nhau với Hồng quân Nga anh em. Ngược lại, chúng tôi mong những người anh em đến giải phóng đất nước tôi". Tuy nhiên, các chiến sĩ của Lữ đoàn xe tăng 57 đã không bắt họ làm tù binh. Họ được tướng F. G. Katkov nói rõ rằng Hồng quân chỉ tấn công quân Đức và khuyên họ nên tiếp tục bảo vệ vị trí đồng thời bắt liên lạc ngay với các đội du kích chống phát xít Bulgaria trong vùng để được trợ giúp.
Trên các hướng tiến quân khác, quân đội Liên Xô không gặp phải sức kháng cự nào từ phía quân đội Bulgaria. Các đội bảo vệ của Đức Quốc xã thì đơn giản hơn là đã bỏ chạy sang phía Tây trước khi quân đội Liên Xô kéo đến. Ở khắp các vùng Ruse, Pazgrad, Shumen, Dobrich, người dân Bulgaria đem bánh mỳ và muối ra đường chào đón quân đội Liên Xô tiến vào Bulgaria. Chỉ huy đồn biên phòng Negru-Bode, thiếu tá Pyotr Dimov tuyên bố: "Liên Xô - Bulgaria muôn năm ! Đả đảo chủ nghĩa phát xít! Tình hữu nghị anh em với nhân dân Nga đời đời bền vững." Các chi đội du kích Bulgaria hoạt động trong các địa bàn tiến quân của quân đội Liên Xô đều chủ động bắt liên lạc với các chỉ huy Hồng quân và thiết lập chính quyền của Mặt trận Tổ Quốc Bulgaria tại các vùng mới giải phóng.
Ngay trong ngày 9 tháng 9, Phương diện quân Ukraina 3 đã tiếp cận những mục tiêu đề ra trong kế hoạch. Trong thời gian này, Hạm đội Biển Đen cũng tiến vào các hải cảng Varna và Burgas. Hải quân Bulgaria hầu như không chống cự, còn hải quân Đức theo lệnh của Bộ chỉ huy tối cao Đức Quốc xã đã tự đánh chìm các hạm tàu của họ. Các thủy binh Đức bị quân đội Liên Xô bắt sống. Trong khi đó, tại thủ đô Sofia, Đảng Cộng sản Bulgaria đã tiến hành khởi nghĩa và bắt giam hết tất cả các quan chức thân Đức trong chính phủ Bulgaria. Trước tình hình chuyển biến nhanh chóng như trên, chiều ngày 9 tháng 9 Đại bản doanh hạ lệnh cho Phương diện quân Ukraina 3 và Hạm đội Biển Đen ngừng toàn bộ các cuộc tấn công, chuyển sang phòng ngự chờ lệnh mới.

### Các hoạt động quân sự của du kích Bulgary
Trong khi quân đội Liên Xô dừng các hoạt động tấn công quân sự và chỉ tiến hành các cuộc chuyển quân sang phía Tây Bulgaria thì các liên đoàn du kích Bulgaria dưới sự lãnh đạo của Đảng Công nhân Bulgaria (Cộng sản) đã đánh chiếm nhiều mục tiêu quan trong trên khắp đất nước Bulgaria và ở một số nơi đã thiết lập chính quyền mới ngay trước khi quân đội Liên Xô tiến đến.
Ngày 7 tháng 9, Liên đoàn 9 hoạt động tại tỉnh Shumen đã đánh chiếm thành phố Shumen và các thị trấn Tyrgovitse, Popvo. Ngày 8 tháng 9, Liên đoàn 10 hoạt động tại khu vực thành phố Varna đã phối hợp với Sư đoàn đổ bộ đường không 10 (Liên Xô), Lữ đoàn cơ giới cận vệ 15 thuộc Quân đoàn cơ giới cận vệ 4 và Hải quân đánh bộ của Hạm đội Biển Đen đánh chiếm thành phố cảng Varna, gọi hàng hơn 800 sĩ quan và bình sĩ Hải quân Bulgari trên 12 hạm tàu của hải quân Bulgaria đang neo đậu tại cảng này. Hạm đội Đức Quốc xã tại Biển Đen vĩnh viễn chấm dứt sự tồn tại. Ba tàu của Thổ Nhĩ Kỳ bị hải quân Đức bắt giữ tại cảng Varna đã được trả cho chủ nhân của nó.
Cũng trong ngày 8 tháng 9, Liên đoàn 8 hoạt động tại tỉnh Gorno-Oryakhovski (Gorna Oryahovitsa) đã đánh chiếm thành phố Gorno-Oryakhovski, nhà ga đầu mối Tyrnovo và các thị trấn Gabrovo, Dryanovo, Elena, Sevlyevo, cắt đứt tuyến đường sắt từ Varna đi Sofia, bắt giữ nhiều đoàn tàu chở hàng hóa quân sự Đức đang từ Varna đi Sofia và Nam Tư tại các nhà ga Tyrnovo và Gorno-Oryakhovski. Phối hợp với Liên đoàn 8, Liên đoàn 11 hoạt động tại tỉnh Pleven cũng đánh chiếm thành phố Pleven và các thị trấn Pavlikeni, Lovech và Lukovitsa.
Ngày 9 tháng 9, Tập đoàn quân 37, hải quân đánh bộ của Hạm đội Biển Đen và quân của Liên đoàn du kích 6 hoạt động tại khu vực Yambol cùng tiến vào giải phóng thành phố cảng Burgas. Trong khi dân cư địa phương đem nho và táo ra thết đãi và tặng hoa các du kích quân Bulgaria cùng các chiến binh Liên Xô thì hải quân Đức đã cho nổ mìn đánh chìm các tàu chiến Đức đang neo đậu tai cảng. Các thủy binh Đức theo đường rừng bỏ trốn sang phía Tây nhưng chỉ đến Yambol, họ đã bị các chi đội du kích "Tổ quốc trên hết" và "Pyotr Momchilov" phối hợp với Lữ đoàn cơ giới cận vệ 13 (Quân đoàn cơ giới cận vệ 4) bao vây và bắt sống. Số tàn quân còn lại chạy về Staro-Zagorsk (Staro Zagora) cũng bị Liên đoàn 5 du kích Bulgaria tóm gọn.
Ở miền Nam Bulgaria, từ ngày 6 đến ngày 11 tháng 9, thực hiện Chỉ thị ngày 26 tháng 8 của Mặt trận Tổ quốc Bulgaria về Tổng khởi nghĩa, Liên đoàn 2 hoạt động tại thành phố Plovdiv, Liên đoàn 7 hoạt động tại tỉnh Khashkovo và Liên đoàn 4 hoạt động tại tỉnh Gorno-Dzhymaska cũng thực hiện nhiều trận tấn công vào các đơn vị quân Đức và quân chính phủ Bulgaria, đánh chiếm các thành phố Plovdiv, Gorno-Dzhymaska (???), Khashkovo (Haskovo), giải phóng hơn 30 khu dân cư. Tại thủ đô Sofia, Liên đoàn 1 bắt đầu các hoạt động tấn công trong thành phố, đánh chiếm các mục tiêu quan trọng như tòa thị chính, đài phát thanh, trụ sở chính phủ, nhà ga trung tâm, nhà bưu điện trung tâm, góp phần quan trọng vào thành công của Cuộc khởi nghĩa tháng 9 năm 1944 tại Sofia.

### Chính phủ Bulgary thân Đức lâm vào khủng hoảng
Tháng 6 năm 1944, Georgy Dimitrov, Tổng bí thư Đảng Công nhân Bulgaria (Cộng sản) đã có bài phát biểu được truyền qua Thông tấn xã "Khristo Botev" (Cơ quan thông tấn của Mặt trận Tổ quốc Bụlgarya). Trong bản tuyên bố này, ông cảnh báo:
| “                  | Chính phủ thân phát xít của Bulrgarya đại biểu cho quyền lợi của Hitler và tay chân của phát xít Đức tại Bulgary đang tiếp tục lừa dối nhân dân Bulgaria. Nhưng chính phủ ấy làm sao có thể hành động để cho "những con sói thì no nê mà đàn cừu thì vẫn không bị sây sát được" ? Tình hình quốc tế, trong nước và tinh thần của nhân dân Bulgaria báo trước một tương lai không mấy tốt lành cho cả Bagryanov lẫn Hitler khi chính phủ thân phát xít ở Bulgaria đã đẩy đất nước rơi vào vực thẳm của thảm họa | ” |
| — Georgy Dimitrov. | |   |

Tuy nhiên, lời cảnh báo này vẫn không được chính phủ của I. I.Bagryanov quan tâm. Một mặt, I. I. Bagryanov tiếp tục thi hành chính sách dàn áp đối với tất cả các lực lượng chống phát xít ở Bulgaria. Mặt khác, ông này cử một số đại biểu của chính phủ mình vượt biên giới sang Hy Lạp, tìm gặp các đại diện của quân đồng minh Anh - Mỹ để đề nghị họ tiến quân vào Bulgaria trước quân đội Liên Xô. I. I. Bagryanov hy vọng quân đội Liên Xô sẽ không tiến vào Bulgaria do Liên Xô chưa tuyên chiến với Bulgaria mặc dù Sa hoàng Boris đã tuyên chiến với Liên Xô từ năm 1943. Chính phủ Bulgaria tiếp tục cho gần 20 sư đoàn quân Đức đóng ở biên giới phía Tây trên phần đất của Macedonia mà Bulgaria được Hitler "tặng" tại Quyết định Viên lần thứ hai. Mấy chục đoàn tàu hỏa của Bulgaria được quân Đức trưng dụng vẫn qua lại trên khắp các ngả đường của Bulgaria để chở quân cho mặt trận Iaşi-Chişinău. Tuy nhiên, đến khi quân đội Liên Xô giành được chiến thắng tại Chiến dịch Iaşi-Chişinău, một chiến thắng quyết định đối với số phận của bán đảo Balkan thì Chính phủ Bagyanov bắt đầu cảm thấy "mặt đất dưới chân đã rung chuyển".
Ngày 26 tháng 8, ba ngày sau khi cuộc Cách mạng tháng 8 năm 1944 ở Romania đã đưa nước này đứng về phe đồng minh chống phát xít, Mặt trận Tổ quốc Bulgaria đã ra chỉ thị gửi Bộ Tổng tham mưu các lực lượng du kích Bulgaria yêu cầu đoàn kết tất cả các lực lượng trong nước xung quanh Ủy ban giải phóng dân tộc của Mặt trận Tổ Quốc, tước vũ khí của các đơn vị quân Đức và lực luwojng Gestapo, thủ tiêu mọi hành động chống lại Hồng quân và chuẩn bị thành lập chính phủ của Mặt trận Tổ quốc. Thế những, I. I. Bagryanov vẫn nuôi ảo tưởng rằng cho đến phút cuối cùng, nước Đức sẽ cho quân chiếm đóng Bulgaria hoặc quân đồng minh Anh - Mỹ sẽ tiến vào Bulgaria. Ngày 30 tháng 8, Chính phủ Liên Xô tiếp tục ra công hàm cảnh cáo chính phủ Bagryanov về việc họ vẫn tiếp tục bám giữ chính sách theo đuôi nước Đức Quốc xã. Một số thành viên trong chính phủ Bagryanov bắt đầu dao động. Họ yêu cầu I. I. Bagryanov phải "nói chuyện" với Liên Xô vì theo họ thì "nước xa (chỉ đồng minh Anh-Mỹ) không thể chữa được lửa gần". Bị mắc kẹp giữa "hai làn đạn", ngày 30 tháng 8, I. I. Bagryanov tuyên bố giải tán nội các và từ chức. Trong hai ngày sau đó, nước Bulgaria không có chính phủ.
Ngày 2 tháng 9 năm 1944, Vua Bulgaria Simeon I ủy nhiệm cho Konstantin Muraviev, nguyên Bộ trưởng Bộ Nông nghiệp và quản lý công sản Bulgaria (1932-1934) lập nội các mới và giữ chức thủ tướng. Việc làm đầu tiên của Chính phủ Konstantin Muraviev là ra các tuyên bố về khôi phục quyền tự do dân chủ của nhân dân Bulgaria, về ân xã cho tất cả những người đã bị bắt và giam giữ vì chống phát xít. Ông này cũng tuyên bố giải tán các tổ chức phát xít và thân phát xít ở Bulgaria, tước vũ khí của quân Đức đi qua Bulgaria hoặc đóng quân ở Bulgaria. Konstantin Muraviev còn hứa sẽ xúc tiến đàm phán với Anh, Mỹ và thiết lập lại quan hệ tin cậy với người Nga. Tuy nhiên, còn một điều quan trọng nhất là hủy bỏ việc tuyên chiến với Liên Xô cho dù lời tuyên chiến đó chỉ là hình thức thì Konstantin Muraviev không hề nhắc đến
Ngày 5 tháng 9, Bộ Dân ủy ngoại giao Liên Xô triệu tập Đại sứ Bulgaria tại Moskva đến để trao công hàm về việc Liên Xô tuyên chiến với Bulgrya do Chính phủ nước này đang thi hành các chính sách chống lại quân đội Liên Xô. Kèm theo bức công hàm là một phụ lục dài (bao gồm cả ảnh và văn bản) về các chứng cứ cho thấy Bulgaria vẫn đang cung cấp các dịch vụ cảng biển cho các tàu nổi và tàu ngầm Đức uy hiếp và pháo kích vào các đơn vị của Tập đoàn quân 37 (Liên Xô) đang đóng quân từ cảng Konstanta đến Manglya (Mangalia); Bulgaria đang chứa chấp hàng chục nghìn lính Đức thất trận ở Romania chạy qua; tàu hỏa của Bulgary và tàu hỏa của Đức đang chở nhiều sư đoàn Đức từ Hy Lạp chạy qua Nam Tư, sang phía Tây Romania và Hungary. Bộ máy Gestapo tại Bulgaria vẫn cộng tác chặt chẽ với cơ quan mật thám Bulgaria tiếp tục tàn sát những người yêu nước Bulgaria. Trước chính sách quanh co của Chính phủ Muravyev dẫn đến việc Liên Xô tuyên chiến, ngày 6 tháng 9, tại Thủ đô Sofia đã nổ ra cuộc đình công lớn của tất cả công nhân trong thành phố do Mặt trận Tổ Quốc Bulgaria. Nhiều cuộc biểu tình đã diễn ra trên tất cả các đường phố lớn của Sofia đòi chính phủ Muravyev phải từ chức. Von Berkeler, đại sứ Đức tại Sofia yêu cầu Konstantin Muraviev phải ban hành tình trạng thiết quân luật và lập lại trật tự ở Sofia trong vòng 24 giờ. Tuy nhiên, không một cảnh sát Bulgrya nào dám bắn vào những người biểu tình. Mật thám Gestapo đã tiến hành một số vụ ám sát những người lãnh đạo cuộc biểu tình đang diễn thuyết trước đám đông người dân Bulgaria. Hàng động đổ dầu vào lửa đó đã làm cho những người biểu tình càng thêm kiên quyết. Cuộc biểu tình và đình công ngày 6 tháng 9 ở Sofia đã châm ngòi cho cuộc Cách mạng tháng 9 năm 1944 ở Bulgaria.
Trước sức ép của nhân dân, ngày 8 tháng 9, Konstantin Muraviev buộc phải lên đài phát thanh tuyên bố cắt đứt mọi quan hệ với nước Đức Quốc xã, bãi bỏ tình trạng chiến tranh với Liên Xô và tuyên chiến với nước Đức Quốc xã. Tuy nhiên, tất cả đều đã quá muộn đối với chính phủ của Muravyev. Đêm ngày 8 rạng ngày 9 tháng 9, cuộc khởi nghĩa của các lực lượng yêu nước đã nổ ra trên toàn lãnh thổ Bulgaria và thủ đô Sofia.

### Khởi nghĩa ngày 9 tháng 9 ở Sofia

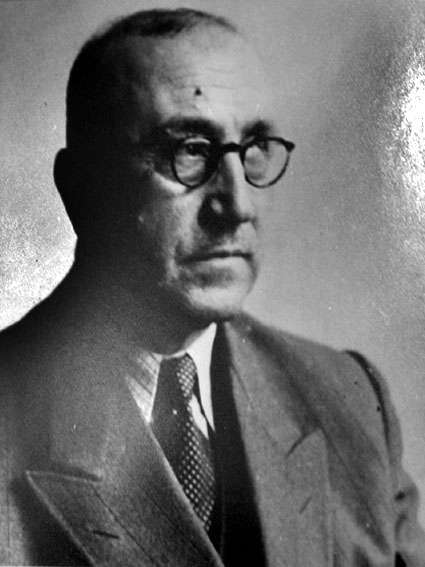
Kimon Georgyev, Thủ tướng đầu tiên của nền Cộng hòa Bulgaria thứ ba

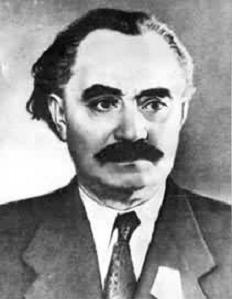
Georgy Dimitrov, Tổng bí thư Đảng Công nhân Bulgaria (k), một trong những người lãnh đạo chủ chốt của cuộc khởi nghĩa ngày 9 tháng 9 năm 1944 tại Bulgaria

Ngay sau khi Liên Xô tuyên chiến với Bulgaria, ngày 6 tháng 9, cùng với việc phát động bãi công và biểu tình tại thủ đô Sofia, Ủy ban trung ương Đảng Công nhân (Cộng sản) Bulgaria đã họp phiên bất thường mở rộng đến tất cả các lãnh đạo của Mặt trận Tổ Quốc Bulgaria và thông qua Nghị quyết về tiến hành tổng khởi nghĩa theo tinh thần Nghị quyết chuẩn bị tổng khởi nghĩa ngày 26 tháng 8. Về đấu tranh chính trị, họ quyết định sẽ mở rộng cuộc bãi công và biểu tình ở Sofia ra tất cả các thành phố lớn ở Bulgaria trong đó, trọng điểm là các thành phố Plovdiv, Tyrnovo (???), Vidin, Pleven, Vrattsa (Vratsa), Khaskovo và Gorna-Dzhumaya. Về đấu tranh vũ trang, các liên đoàn du kích có nhiệm vụ chặn đánh tất cả các đơn vị Đức và Bulgaria kéo đến đàn áp biểu tình, đồng thời đánh chiếm các mục tiêu chính trị, quân sự và kinh tế quan trọng trong các thành phố gồm các tòa thị chính, doanh trại quân đội, nhà ga, bến tàu, các kho hàng, tước vũ khí của các đơn vị hiến binh Bulgaria. Hội nghị cũng chuẩn bị sẵn một nội các mới để thay thế nội các của Konstantin Muraviev. Do Georgy Dimitrov lúc này đang ở Liên Xô để chuẩn bị đàm phán với I. V. Stalin về việc Bulgaria sẽ cho quân đội Liên Xô mượn đường qua lãnh thổ Bulgaria để tấn công quân Đức ở Nam Tư và Tây Romania nên hội nghị cũng bầu ra Ban lãnh đạo trong nước của khởi nghĩa gồm Todor Zhivkov, Stanko Todorov, Vladimir Bonev, Ivan Bonev. Thiếu tướng Ivan Krystev Marinov, Bộ trưởng Bộ chiến tranh của chính phủ Muraviev, một người ngả theo phe cách mạng được giao phụ trách các vấn đề quân sự ở miền Nam Bulgaria dưới sự giám sát của Dimityr Ganev, Uỷ viên Bộ chính trị BRP(k). Tư lệnh Phương diện quân Ukraina 3, nguyên soái F. I. Tolbukhin, tư lệnh Tập đoàn quân 37, trung tướng M. N. Sharokhin, tư lệnh Tập đoàn quân 57, trung tướng N. A. Gagen đều được thông báo trước về kế hoạch các hoạt động khởi nghĩa và sẵn sàng phối hợp khi cần thiết.
Một ngày sau khi quân đội Liên Xô tiến vào Bulgaria, Cuộc khởi nghĩa tháng 9 bùng nổ. Tại Sofia, Liên đoàn 1 du kích Bulgaria do Dobry Terpeshev đã bí mật rời dãy núi Vitosa đột nhập vào thành phố từ nửa đêm. Rạng sáng ngày 9 tháng 9, quân khởi nghĩa và người dân Sofia đã đánh chiếm phủ thủ tướng, trụ sở Bộ Chiến tranh, trụ sở Bộ Nội vụ, Đài phát thanh, Bưu điện trung tâm, Nhà máy điện, Nhà ga trung tâm Sofia, Sở cảnh sát Sofia, doanh trại hiến binh khu vực Sofia và nhiều mục tiêu quan trọng khác. Thủ tướng Bulgaria là Konstantin Muravyev và toàn bộ Chính phủ Bulgaria bị quân khởi nghĩa bắt giữ. 6 giờ 25 phút sáng ngày 9 tháng 9, Kimon Georgyev, Thủ tướng mới của Bulgaria lên đài phát thanh tuyên bố Chính phủ của Konstantin Muravyev chấm dứt hoạt động. Quốc hội Bulgaria đã bị giải tán. Mặt trận Tổ Quốc Bulgaria đã lập ra chính phủ mới gồm các thành viên sau đây:
- Thủ tướng: Kimon Georgyev, (Đảng trung dung), nguyên thủ tướng Bulgaria 1934-1935
- Bộ trưởng không bộ: Dobry Terpeshev, (BRP (k)) và Nikola Petkov, (Liên minh các điền chủ)
- Bộ trưởng Bộ Ngoại giao và Tôn giáo: Petko Staynov, (Đảng trung dung)
- Bộ trưởng Bộ Nội vụ: Anton Yugov, (BRP (k))
- Bộ trưởng Bộ Giáo dục: Giáo sư Stancho Cholakov, (Đảng trung dung).
- Bộ trưởng Bộ Tư pháp: Tiến sĩ Mincho Neychev, (BRP (k))
- Bộ trưởng Bộ Tài chính: Petko Stoyanov (không Đảng phái).
- Bộ trưởng Bộ Chiến tranh: Thượng tướng Damian Velchev (Đảng trung dung)
- Bộ trưởng Bộ Công thương và lao động: Dimitar Neykov (Đảng Dân chủ xã hội)
- Bộ trưởng Bộ Nông nghiệp và quản lý công sản: Asen Pavlov (Liên minh các điền chủ)
- Bộ trưởng Bộ Giao thông công chính: Boris Bumbarov (Liên minh các điền chủ)
- Bộ trưởng Bộ Đường sắt, bưu chính và điện báo: Angel Darzhanski (Liên minh các điền chủ)
- Bộ trưởng Bộ Y tế: Tiến sĩ Racho Angelov (BRP(k))
- Bộ trưởng Bộ Các vấn đề xã hội: Gregory Cheshmedjiev (Đảng Dân chủ xã hội).
- Bộ trưởng Bộ Tuyên truyền: Dimo Kazasov (không Đảng phái).
- Tổng tư lệnh quân đội: Thiếu tướng Ivan Marinov (không Đảng phái).

Ngoài ra còn có ba thành viên không phải là Bộ trưởng được tham gia nội các theo một sắc lệnh của Hoàng tử Kiril gồm Giáo sư Dimitri Ganev (cựu thành viên của Đảng Cấp tiến) Tsvyatko Boboshevski (Đảng Nhân dân) và Todor Pavlov (BRP(k)).

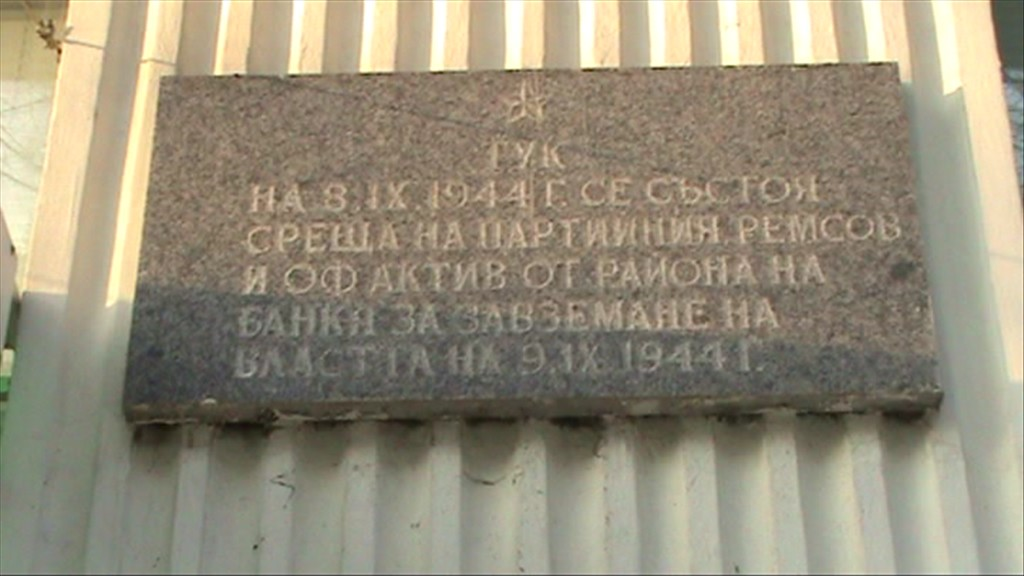
Bia tưởng niệm khởi nghĩa ngày 9 tháng 9 tại Bankya.

Ngày 7 tháng 9, Hơn 2.000 công nhân đường sắt và thợ mỏ ở Pernik, cách Sofia 30 km về phía Tây đã đình công. chính quyền thân Đức tại đây đã điều đội hiến binh đến đàn áp, bắn chết 6 công nhân và làm bị thương 13 người. Ngày 8 tháng 9, Liên đoàn 1 du kích Bulgaria đã điều Lữ đoàn 4 mang tên "Cách mạng Sofia" đến yểm hộ cho những người khởi nghĩa, nhanh chóng tiêu diệt Tiểu đoàn hiến binh 3 Sofia. Tại Plovdiv và Gabrovo, những người biểu tình và quân du kích của các liên đoàn 2 và 8 đã đánh chiếm tòa thị chính, sở điện báo, nhà ga. Tại các tỉnh Pleven, Varna, Sliven, quân của các liên đoàn du kích 10 và 11 đã phá vỡ các nhà tù, giải thoát hàng nghìn tù nhân. Cuộc khởi nghĩa tại Khaskovo đã biến thành một cuộc đụng độ vũ trang nghiêm trọng. Viên chỉ huy Trung đoàn pháo binh 2 Bulgaria đã chỉ huy quân của mình dùng vũ khí chống lại Liên đoàn 7 du kích Bulgaria. Đến ngày 12 tháng 9, Liên đoàn 7 với sự trợ giúp của Lữ đoàn "Georgi Dimitrov" số 2 thuộc Liên đoàn 5 mới chiếm được pháo đài Khaskovo. 7 sĩ quan pháo binh Bulgaria chỉ huy trung đoàn này đã bị xử bắn. Ngày 10 tháng 9, bộ máy cảnh sát Bulgaria trên toàn quốc bị giải tán. Chính phủ Kimon Georgyev giao nhiệm vụ bảo đảm an ninh trận tự ở Sofia và các tỉnh cho lực lượng dân quân cận vệ, được tuyển chọn từ các liên đoàn du kích. Các trại tập trung tại Gonda, Enikyoy, Lebane và một số tỉnh bị giải thể. 8.130 tù chính trị được giải phóng.
Ngày 9 tháng 9, Bộ dân ủy Ngoại giao Liên Xô ra tuyên bố chấm dứt chiến tranh với Bulgary sau 5 ngày tuyên chiến. Tuyên bố có đoạn viết:
| “                                              | "Do Chính phủ Bulgaria đã cắt đứt tất cả mối quan hệ với Đức, tuyên bố chiến tranh với Đức và mong muốn ngừng bắn để lập lại hoàn binh, từ 22 giờ ngày 9 tháng 9, quân đội Liên Xô sẽ ngừng mọi hành động quân sự chống lại Bulgaria" | ” |
| — Thay mặt Bộ dân ủy Ngoại giao: V. M. Molotov | |   |

Ngày 10 tháng 9, Moskva bắn 20 loạt pháo hoa từ 224 khẩu đại bác chúc mừng thắng lợi của Phương diện quân Ukraina 3 và chúc mừng các lực lượng dân chủ chống phát xít đã giải phóng đất nước Bulgaria.

### Bắt giữ phái bộ quân sự Đức Quốc xã tại Bulgaria
Sau cuộc khởi nghĩa, mặc dù Chính phủ của thủ tướng Kimon Georgyev đã cơ bản kiểm soát được tình hình nhưng an ninh trong đất nước Bulgaria vẫn chưa được bảo đảm. Các phần tử thân phát xít ở Bulgaria mặc dù bị thất bại nhưng vẫn tiến hành nhiều hoạt động phá hoại. Từ ngày 10 đến ngày 15 tháng 9 đã xảy ra 34 vụ ám sát nhằm vào các sĩ quan và binh sĩ Liên Xô, 3 đoàn tàu hỏa bị làm trật đường ray. Một số đoàn tàu quân sự quan trọng đang vận chuyển Tập đoàn quân 46 sang hướng Vidin bị đứt toa. Một số kho lương thực và cỏ khô dự trữ cho kỵ binh bị những kẻ lạ mặt đốt cháy. Do bộ máy an ninh của chính phủ mới chưa được thiết lập hoàn chỉnh nên không có cơ quan nào đứng ra điều tra các vụ ám sát và "tai nạn" kể trên. Ngày 14 tháng 9, Nguyên soái F. I. Tolbukhin cử đại tá Ivan Vinarov, Cục trưởng cục tình báo quân sự của phương diện quân đến Sofia để tìm hiểu tình hình. Thượng tướng S. S. Biryuzov, tham mưu trưởng phương diện quân cũng được cử đến Sofia để chỉ đạo phối hợp hành động giữa quân đội Bulgaria và quân đội Liên Xô trong các chiến dịch sắp tới. Khi Ivan Vinarov và S. S. Biryuzov vừa đến Sofia thì có điện hỏa tốc của Bộ Tổng tham mưu quân đội Liên Xô yêu cầu phải truy lùng ngay cơ quan sứ quán Đức Quốc xã và phái bộ quân sự Đức ở Sofia vì có rất nhiều khả năng người Đức vẫn đang dùng bộ máy đó để chỉ đạo các hoạt động phá hoại ngầm ở Bulgaria. Ivan Vinarov cho S. S. Biryuzov biết cả cơ quan sứ quán Đức Quốc xã và phái bộ quân sự Đức ở Sofia đã biến mất một cách bí ẩn.
Chiều 14 tháng 9, cơ quan chính trị Phương diện quân Ukraina 3 và các đội "SMERSH" trực thuộc Cục tình báo quân sự phương diện quân được lệnh tung hết lực lượng để truy bắt cơ quan sứ quán Đức Quốc xã và phái bộ quân sự Đức. Các trinh sát của Cục tình báo quân sự dưới sự chỉ đạo của tướng I. S. Anoshin, chủ nhiệm chính trị Phương diện quân đã nắm được tin tức về việc một số quan chức của chính phủ Kimon Georgyev, trong đó có tướng Damian Velchev đã giúp đỡ cho người Đức chạy trốn khỏi Sofia. Những người này đã thu xếp một đoàn tàu hỏa gồm các toa salon để cơ quan sứ quán Đức Quốc xã và phải bộ quân sự Đức sử dụng. Tuy nhiên, không ai biết đoàn tàu này đi về hướng nào. Sáng 15 tháng 9, tướng S. S. Biryuzov ra lệnh cho thượng tướng V. A. Sudet, Tư lệnh tập đoàn quân không quân 17 điều động 5 máy bay cường kích IL-2 và 3 máy bay trinh sát Po-2 do đại tá Boris Smirnov chỉ huy chở các sĩ quan "SMERSH" từ sân bay Sofia tỏa đi các hướng để tìm kiếm đoàn tàu hỏa đặc biệt này. Các đội cận vệ nhân dân (công an) tại các nhà ga đầu mối trên khắp đất nước Bulgary đều nhận được lệnh phải chặn đoàn tàu này lại tại bất cứ nhà ga nào mà họ phát hiện thấy.
Chiều 15 tháng 9, tổ bay trên máy bay Po-2 của đại úy N. V. Kozlov phát hiện một đầu tàu và hai toa xe bỏ lại tại ga xép Malevo gần thị trấn Khaskovo. Những nhân viên đường sắt ở đây cho biết những người Đức đã dùng vũ lực cưỡng đoạt một đầu máy hơi nước để thay cho đầu máy bị hỏng và bỏ lại hai toa xe để chạy nhanh hơn về phía biên giới Bulgaria - Thổ Nhĩ Kỳ. Ngay lập tức, tướng S. S. Biryuzov triệu tập ngay trung tá I. Z. Kotenkov, phó chủ nhiệm trinh sát phương diện quân, ra lệnh triệu tập ngay một đội hành động gồm 25 trinh sát dùng máy bay Li-2 bay tới thị trấn Svilengrad ngay sát biên giới. Các trinh sát Liên Xô đổ bộ xuống sân bay Svilengrad và phóng ngay đến nhà ga. Tại đây, viên trưởng ga cho biết những người Đức đến đây từ một tuần trước nhưng người Thổ Nhĩ Kỳ từ chối cấp thị thực nhập cảnh cho đoàn người Đức. Vì số lương thực đem theo đã gần cạn nên họ đã cho tàu chạy đi về phía biên giới Bulgaria - Hy Lạp. Trung tá I. Z. Kotenkov yêu cầu trưởng ga cấp ngay một đầu tàu chạy tốt và một toa xe nhẹ để đuổi theo đoàn tàu Đức. Ông cũng đề nghị viên chỉ huy cảnh sát vùng Khaskovo dùng hệ thống thông tin đường sắt để yêu cầu chặn đoàn tàu Đức tại nhà ga gần nhất. 15 giờ ngày 15 tháng 9, đoàn tàu Đức bị chặn lại tại nhà ga Rakovsky. Toàn bộ 32 nhân viên quân sự và ngoại giao Đức bị bắt giữ, trong đó có đại sư Von Bekechler và đại tá tùy viên quân sự Von Schuliden. Khám xét đoàn tàu, ngoài vũ khí bộ binh, các trinh sát Liên Xô còn thu được 6.000.000 Leva (tiền Bulgaria), 1.100 bảng Anh, 50 kg vàng và nhiều bảo vật, hiện vật bảo tàng đều là tài sản quốc gia của Bulgaria. Chính phủ Kimon Georgyev phê chuẩn lệnh bắt giữ các nhân viên ngoại giao Đức với tội danh ăn cắp tài sản quốc gia của Bulgaria, họ bị quân đội Liên Xô giao cho cơ quan an ninh Bulgaria xử lý. Các nhân viên quân sự Đức bị quân đội Liên Xô coi là tù binh chiến tranh và bị giải về Dobrich.
Trên chuyến tàu này còn có một số nhân viên ngoại giao của chính quyền Mussolini hiện không còn tư cách đại diện ngoại giao cho Ý và hai nhân viên ngoại giao Thụy Điển. Những người Thụy Điển được đối xử theo đúng công pháp quốc tế về quyền ưu đãi miễn trừ đối với thân phận ngoại giao và được Liên Xô đưa về Thụy Điển. Riêng các "nhà ngoại giao" của Mussolini bị giao cho quân Anh ở Bary. Sau vụ bắt giữ này, bộ máy gián điệp và phá hoại ngầm của quân Đức ở Bulgaria lần lượt bị bóc gỡ. Ngày 26 tháng 9, Đại bản doanh gửi điện cho tư lệnh Phương diện quân Ukraina 3:
| “                                                                    | Đại bản doanh Bộ Tổng tư lệnh tối cao cấm tiến hành các vụ bắt bớ ở Bulgaria. Từ nay, nếu không được phép của Đại bản doanh thì không dược bắt giữ một ai | ” |
| — Thừa ủy quyền Tổng tư lệnh tối cao: A. I. Antonov - S. M. Stemenko | |   |

## Diễn biến chính trị có liên quan

### Hòa đàm Bulgaria - Liên Xô và Hiệp ước đình chiến Bulgaria - Đồng minh
Ngày 10 tháng 9, phái đoàn của Chính phủ mới ở Bulgraya gồm Giáo sư Dimityr Mikhachev, nguyên Đại sứ Bulgaria tại Moskva; Dimityr Ganev, nguyên Đảng viên Đảng Cấp tiến, hiện là Ủy viên Bộ Chính trị BRP (k); Kyril Stanchev, người không Đảng phái, trợ lý Bộ trưởng ngoại giao và đại tá Slavkov, đại diện Bộ Chiến tranh Bulgaria đã đáp máy bay đến Varna để hội đàm với Bộ chỉ huy Phương diện quân Ukraina 3 về việc chấm dứt chiến tranh, ký kết hiệp ước hòa bình giữa Bulgaria và Liên Xô. Tại cuộc hội đàm, các đại biểu Bulgaria còn đặt vấn đề phối hợp tác chiến giữa quân đội Liên Xô và quân đội Bulgaria, lúc này đã chuyển sang phe đồng minh chống phát xít Đức và việc khôi phục quan hệ ngoại giao Sofia - Moskva.
Vấn đề đầu tiên được trưởng đoàn Bulgaria, Giáo sư Dimityr Mikhachev đưa ra là việc quân đội Bulgaria tham gia chiến đấu cùng với quân đội Liên Xô chống phát xít Đức cũng như việc phối hợp giữa hai bên trong các chiến dịch quân sự. Nguyên soái F. I. Tolbukhin đồng ý và đề nghị các tập đoàn quân Bulgaria phải được đặt dưới sự chỉ đạo của Bộ Tổng tham mưu quân đội Bulgaria. Mọi kế hoạch phối hợp hoạt động giữa hai quân đội sẽ thông qua sự chỉ đạo của Bộ Tổng tham mưu quân Liên Xô và Bộ Tổng tham mưu quân đội Bulgaria. Hay bên thỏa thuận về việc Phương diện quân Ukraina sẽ cử một đoàn phái viên quân sự Liên Xô đến Sofia để làm việc với Bộ Tổng tham mưu Bulgaria trong các hoạt động phối hợp tác chiến. F. I. Tolbukhin thông báo cho phía Bulgaria về thành phần phái bộ quân sự Liên Xô ở Sofia sẽ do thượng tướng S. S. Biryuzov chỉ huy và cấp phó của ông là tướng I. S. Anoshin, chủ nhiệm chính trị của phương diện quân.
Đại biểu Kyril Stanchev cho biết ông nhận được các thông tin từ Bộ Tổng tham mưu Bulgaria rằng quân Đức đã tập trung nhiều lực lượng gồm Quân đoàn bộ binh 34 và Sư đoàn cơ giới 7 SS tại các khu vực Nish và Skopje trên đất Nam Tư. Các binh đoàn này có thể sẽ tấn công vào Thủ đô Sofia. Phía Bulgaria đề nghị quân đội Liên Xô chi viện vì các tập đoàn quân Bulgaria đều đang trong giai đoạn tổ chức lại, chưa sẵn sàng chiến đấu và trang bị còn kém xa quân Đức. Các phi đội của không quân Bulgaria tại sân bay Sofia đang trong tình trạng thiếu nhiên liệu trầm trọng. Nguyên soái F. I. Tolbukhin hứa sẽ chuyển ngay các đề nghị của phía Bulgaria cho Chính phủ Liên Xô xem xét và quyết định. Trong phạm vi quyền hạn của mình, F. I. Tolbukhin sẽ điều động Tập đoàn quân 37 của tướng M. N. Sharokhin đến biên giới phía Tây Bulgaria để hỗ trợ cho Tập đoàn quân Bulgaria 1. Tập đoàn quân không quân 17 (Liên Xô) sẽ đóng căn cứ chủ yếu tại Sofia. F. I. Tolbukhin cũng cho biết quân đội Liên Xô còn có nhiệm vụ tấn công các đơn vị quân Đức Quốc xã tại Nam Tư và yêu cầu phía Bulgaria đáp ứng các điều kiện để đảm bảo cho việc di chuyển quân đội đến các vị trí đã định. Phía Bulgaria hứa sẽ ưu tiên cung cấp cho quân đội Liên Xô các phương tiện đường sắt và đường thủy hiện có. F. I. Tolbukhin cho biết Chính phủ Liên Xô sẽ cung cấp cho ngành đường sắt Bulgaria 16.000 tấn than để bù đắp cho số nhiên liệu thiếu hụt của phía Bulgaria và cung cấp phụ tùng để phục hồi các đầu máy xe lửa bị hỏng. Các đại biểu Bulgaria hứa sẽ cho trục vớt các tàu của Đức bị đánh đắm trên sống Danub, khôi phục luồng lạch để chuyển quân và vũ khí, khí tài qua Nam Tư. Tại cuộc hội đàm, biên bản thỏa thuận về việc quân đội Liên Xô mượn đường qua lãnh thổ Bulgaria đã được ký giữa Dimityr Mikhachev và F. I. Tolbukhin.
Chiều ngày 10 tháng 9, Dimityr Ganev có cuộc hội kiến riêng với nguyên soái F. I. Tolbukhin về vấn đề quân đội Bulgaria. Theo Dimityr Ganev, các hạ sĩ quan và binh sĩ của quân đội Bulgaria đều sẵn sàng tham gia chiến đấu ngay lập tức bên cạnh quân đội Liên Xô. Tuy nhiên, trong hàng ngũ sĩ quan Bulgaria vẫn có nhiều phần tử thân phái xít, đặc biệt là các sư đoàn đang chiếm đóng Nam Tư. Đối với bộ máy lãnh dạo quân đội Bulgaria, Dimityr Ganev đánh giá tướng Ivan Marinov là người có năng lực chỉ huy, có thể tin cậy được do ông là người không Đảng phái. Điểm yếu của viên tướng này là do ngại va chạm nên xử lý tình huống chậm chạp và không kiên quyết đối với các sĩ quan Bulgaria có tư tưởng thân phát xít. Ngoài ra, còn có một số sĩ quan cao cấp trong Bộ Tổng tham mưu quân đội Bulgaria cho rằng việc tham chiến chống nước Đức Quốc xã không phải là trách nhiệm của họ. Trong khi đó, các đơn vị chủ chốt do các sĩ quan của quân đội Bulgaria có cảm tình với Mặt trận Tổ Quốc Bulgaria lại đang đóng quân tại biên giới Bulgaria - Romania. Tại Sofia vẫn còn nhiều đơn vị mà Mặt trận Tổ Quốc chưa nắm được ý định thực sự của các sĩ quan chỉ huy. Các đại biểu Bulgaria đề nghị F. I. Tolbukhin điều động quân đội Liên Xô đến đóng tại Sofia để đảm bảo an ninh cho thành phố trong lúc lực lượng cận vệ nhân dân Bulgaria (công an) chưa thể bảo đảm được nhiệm vụ đó. Tư lệnh Phương diện quân Ukraina 3 (Liên Xô) đáp ứng ngay đề nghị đó bằng việc điều động Sư đoàn bộ binh 34 và Lữ đoàn cơ giới cận vệ 5 đến đóng quân tại Sofia từ ngày 13 tháng 9.
Kết thúc cuộc đàm phán, F. I. Tolbukhin đề nghị Chính phú Bulgaria cử một đoàn đại biểu cấp cao đến Moskva để ký kết hiệp ước chấm dứt chiến tranh với các nước đồng minh Liên Xô, Mỹ và Anh trong thời gian sớm nhất. Ngày 16 tháng 10, phái đoàn cấp cao Bulgaria gồm 4 bộ trưởng, 3 sĩ quan cao cấp và 4 nhân viên ngoại giao đã đến Moskva. Ngày 28 tháng 10 năm 1944, Hiệp ước đình chiến giữa Bulgaria và các nước đồng minh chống phát xít được ký kết tại Moskva bởi Petko Stoyanov, Bộ trưởng ngoại giao Bulgaria, F. I. Tolbukhin, thay mặt chính phủ Liên Xô và tướng James Gammell, tham mưu trưởng các lực lượng đồng minh Anh - Mỹ tại Địa Trung Hải. Hiệp ước cũng quy định đặt quân đội Bulgaria dưới sự chỉ huy của quân đội Liên Xô trong các chiến dịch chống lại nước Đức Quốc xã. Quân đội Anh và Mỹ sẽ cử quan sát viên đến mặt trận của quân đội Liên Xô để phối hợp hành động với liên quân Anh - Mỹ tại khu vực Đông Nam châu Âu. Phía Liên Xô cũng được cử các quan sát viên đến mặt trận phía Tây và Ý. Ủy ban kiểm soát của đồng minh tại Bulgaria (GCC) được thành lập do thượng tướng S. S. Biryuzov làm trưởng ban. Hiệp ước cũng có điều khoản yêu cầu Chính phủ Bulgaria phải bắt giữ tất cả các phần tử thân phát xít và giao nộp các tội phạm chiến tranh bị bắt trên lãnh thổ Bulgaria cho tòa án quốc tế sẽ được thành lập sau khi chiến tranh kết thúc.

### Hòa giải Bulgaria - Nam Tư
Mặc dù quân đội Bulgaria đã rút khỏi các khu vực Nish và Skopie nhưng người Nam Tư chưa thể quên những tội ác mà quân Bulgaria dưới thời Sa hoàng Boris gây ra tại Nam Tư. Sau khi chiếm đóng Nam Tư, quân đội Đức quốc xã đã sử dụng quân đội Bulgaria đàn áp phong trào du kích ở Nam Tư. Quân giải phóng nhân dân Nam Tư coi các đơn vị Bulgaria như tòng phạm của quân đội Đức Quốc xã vì những tội ác mà họ đã gây ra trên đất nước Nam Tư. Mặc dù đến tháng 9 năm 1944, quân đội Bulgaria đã đứng về phe đồng minh chống phát xít và nhưng để làm cho người dân Nam Tư và các binh sĩ của Quân giải phóng nhân dân Nam Tư nhận thức được điều đó hoàn toàn không đơn giản. Đó chính là vấn đề mà cơ quan chính trị của Phương diện quân Ukraina 3 phải xử lý trong khi kế hoạch của Chiến dịch giải phóng Beograd, Chiến dịch Hungary và Chiến dịch Áo đều có sự tham gia phối hợp của quân đội Liên Xô, quân đội Romania, quân đội Bulgaria và Quân giải phóng nhân dân Nam Tư.
Ngày 11 tháng 9, Georgy Mikhailovich Dimitrov, lãnh tụ Đảng Công nhân Bulgaria (Cộng sản) BRP (k) đã gửi thư cho Nguyên soái Josip Broz Tito, Tổng tư lệnh Quân giải phóng nhân dân Nam Tư, lãnh tụ của Liên đoàn Cộng sản Nam Tư. Bức thư giải thích rõ tình hình ở Bulgaria đã thay đổi, chính quyền của Mặt trận Tổ Quốc đã được thiết lập ở Bulgaria. Chính quyền này mong muốn khôi phục quan hệ anh em với những người láng giềng Nam Tư trên cơ sở tin cậy lẫn nhau giữa những người Cộng sản và cùng chung một chiến tuyến chống phát xít Đức. Quân đội Bulgaria đang trong quá trình cải tổ triệt để nhằm hướng đến những mục tiêu đó. Những sĩ quan và binh sĩ trước đây tham gia đàn áp, tàn sát nhân dân Nam Tư và chống lại Quân giải phóng nhân dân Nam Tư đều sẽ bị thanh lọc và loại ngũ, thậm chí sẽ bị truy tố như tội phạm chiến tranh. Các binh đoàn quân đội Bulgaria sẽ tham chiến chống lại quân đội Đức Quốc xã trong các chiến dịch sắp tới đều gồm quân du kích và những người tình nguyện. Bởi vậy, các đơn vị Bulgaria sẽ chiến đấu bên cạnh quân đội Liên Xô và Quân giải phóng nhân dân Nam Tư đều được đổi mới về chất. Đáp lại bức thư của Georgy Mikhailovich Dimitrov, Josip Broz Tito hứa sẽ làm hết sức mình để bảo đảm cho quan hệ giữa Quân giải phóng nhân dân Nam Tư và quân đội của nước Bulgaria mới đem lại những hiệu quả tốt nhất trong cuộc đấu tranh chống chủ nghĩa phát xít.

### Chuyến thăm Sofia của phái bộ quân sự Anh - Mỹ
Theo sự sắp xếp của Bộ trưởng Chiến tranh Bulgaria Damian Velchev diễn ra sau lưng Thủ tướng Chính phủ Bulgaria, ngày 17 tháng 9, một nhóm sĩ quan cao cấp của quân đội Anh và Mỹ đến Sofia qua ngả Thổ Nhĩ Kỳ để gặp tướng Ivan Marinov, Tổng tư lệnh quân đội Bulgaria mà không thông báo trước cho đồng minh Liên Xô theo quy ước về phối hợp hoạt động chính trị - quân sự tại mặt trận do một trong các bên đồng minh kiểm soát. Các sĩ quan Anh, Mỹ yêu cầo tướng Ivan Marinov trao cho họ quyền sử dụng các sân bay ở Bulgaria, sơ đồ các bãi thủy lôi ở Biển Đen thuộc lãnh hải Bulgaria và cho phép các tàu của Anh được cập bến tại một số cảng ở Nam Bulgaria. Người Anh cũng đã cử các sĩ quan hải quân đến các cảng này để tiếp nhận tàu bè mặc dù Chính phủ Bulgaria không hề được biết trước việc đó. Các sĩ quan Anh, Mỹ còn đề nghị tướng Ivan Marinov để cho quân Anh, huấn luyện quân sự cho quân đội Bulgaria và giúp đỡ họ ở Balkan mặc dù Chính phủ Bulgaria không hề yêu cầu quân đồng minh Anh, Mỹ làm việc đó. Các sĩ quan Anh, Mỹ chờ đợi hồi đáp của phía Bulgaria vào ngày 18 tháng 9. Tướng Marinov không hứa hẹn gì và ngày sau đó đã báo cáo lên thủ tướng Kimon Georgyev và thông báo cho tư lệnh Phương diện quân Ukraina 3 về chuyến thăm bất ngờ này của các đồng minh Anh, Mỹ.
Tối 17 tháng 9, tướng Ivan Marinov đến cơ quan của tướng S. S. Biryuzov tại Sofia để thông báo chi tiết những yêu cầu của các đồng minh Anh, Mỹ và đề nghị phía Liên Xô cho biết quan điểm của mình. Tướng S. S. Biryuzov cho rằng, những vấn đề này có liên quan đến chủ quyền quốc gia của Bulgaria, vì vậy, nó phải được Chính phủ Bulgaria quyết định. Mặt khác, việc đó cũng có liên quan đến phía Liên Xô do Bulgaria hiện đã là đồng minh của Liên Xô và theo thỏa thuận về việc Bulgaria cho quân đội Liên Xô mượn đường để tiến hành các chiến dịch giải phóng Nam Tư, Bulgaria trở thành hậu phương trực tiếp của quân đội Liên Xô tại Balkan. Tướng Ivan Marinov được tướng S. S. Biryuzov khuyên nên trì hoãn một thời gian để chờ ý kiến tứ hai chính phủ Bulgaria và Liên Xô. Tuy nhiên, ngày 18 tháng 9, tướng Ivan Marinov đã triệu tập các sĩ quan Anh, Mỹ đến Bộ Tư lệnh của mình và tuyên bố thẳng thừng rằng Bulgaria không cần đến sự giúp đỡ của các đồng minh Anh, Mỹ. Không đạt được bất cứ một mục tiêu nào để tham gia vào các sự kiện quân sự chính trị tại Bulgaria, các đại biểu quân sự Anh, Mỹ rời Sofia vào buổi chiều cùng ngày.
Khi sự việc được báo cáo về Moskva. I. V. Stalin đã phê phán ngay cách thức làm việc của các tướng lĩnh Liên Xô và Bulgaria do họ không biết đến phép lịch sự ngoại giao và sự nhã nhặn trong quan hệ đối ngoại. Theo I. V. Stalin, không thể nói thẳng thừng là Liên Xô và Bulgaria không cần đến các nước đồng minh mà chỉ cần nói rằng các đồng minh đã thỏa thuận về vấn đề phối hợp trên mặt trận do quân đội từng nước đảm nhận tại Hội nghị Tehran năm 1943. Quân đội Liên Xô không can thiệp vào các hoạt động quân sự của đồng minh ở Pháp và toàn mặt trận phía Tây nói chung. Ngược lại, quân đội Anh, Mỹ cũng không nên can thiệp vào các hoạt động của quân đội Liên Xô tại mặt trận phía Đông. Nếu họ muốn tham gia thì việc hội đàm sẽ không thể diễn ra chỉ riêng với Bulgaria mà còn phải có sự tham gia của Moskva. Phó tổng tham mưu trưởng A. I. Antonov nhận thiếu sót và cho rằng đó là vì các tướng lĩnh Liên Xô chỉ biết về quân pháp hơn là công pháp quốc tế. I. V. Stalin bác lại ý kiến đó và dạy cho các sĩ quan cao cấp của Bộ Tổng tham mưu Liên Xô thêm một bài học nữa về phép lịch sự ngoại giao:
| “               | Những người lãnh đạo Bộ Tổng tham mưu và các phương diện quân cần phải biết nên làm thế nào để giới thiệu thật xứng đáng đất nước ta với thế giới. Không chỉ trong đàm phán mà ngay cả trong các bữa tiệc, trong các buổi chiêu đãi và trong tất cả các cuộc tiếp xúc với người nước ngoài, các đồng chí đó phải giữ được thể diện của mình, tức là giữ thể diện cho quốc gia. Còn về pháp lý quân sự thì tôi đã nghe nối đến nhiều lần rồi. Nhưng cũng cần phải chấn chỉnh lại vì nhiều tướng lĩnh của chúng ta vẫn coi rằng pháp lý quân sự đơn giản chỉ là những lưỡi lê | ” |
| — I. V. Stalin. | |   |

Sau chuyến đi thăm này, các nhóm sĩ quan Anh, Mỹ còn tiếp tục tìm cách gặp Tổng tư lệnh quân đội Bulgaria để bàn về việc cho quân đồng minh Anh. Mỹ sử dụng lãnh thổ Bulgaria để tiến hành chiến tranh. Lần này, tướng Ivan Marinov mời họ đến gặp tướng S. S. Biryuzov, trưởng ban kiểm soát của quân đội đồng minh ở Bulgaria để thảo luận. Trong cuộc gặp, tướng S. S. Biryuzov nhắc lại với các sĩ quan Anh, Mỹ rằng họ nên tuân thủ những hiểu biết đã được Liên Xô cùng Anh và Mỹ thỏa thuận tại Tehran. Vấn đề mà các sĩ quan Anh, Mỹ yêu cầu nằm ngoài phạm vi quyền hạn của Bộ Tư lệnh Phương diện Ukraina 3 mà phải do hai chính phủ Liên Xô và Bulgaria quyết định. Tướng S. S. Biryuzov cũng phản đối hành động của một viên thiếu tá quân đội Anh tại Hy Lạp khi ông này đòi một lữ đoàn quân Bulgaria đang còn đóng tại tỉnh Kavála (vùng tranh chấp giữa Bulgaria và Hy Lạp) phải thuộc quyền chỉ huy của Bộ Tư lệnh liên quân đồng minh ở Địa Trung Hải chứ không thuộc quyền chỉ huy của Tổng tư lệnh quân đội Bulgaria. Việc làm đó là sự vi phạm nghiêm trọng chủ quyền của Bulgaria. Trước những kiến giải của tướng S. S. Biryuzov, các sĩ quan Anh, Mỹ không còn cách nào khác là quay về làm đúng chức trách của họ trong Ủy ban kiểm soát liên hợp của đồng minh tại Bulgaria.

### Thủ tướng Anh và việc phân chia ảnh hưởng ở Balkan
Tháng 10 năm 1944, Thủ tướng Anh Winston Churchill đến thăm Moskva lần thứ hai để hội đàm với I. V. Stalin về vấn đề Balkan. Cùng tham dự về phía Anh có Bộ trưởng ngoại giao Anthony Eden, đại sứ Anh tại Moskva Archibald Clark Kerr. Đại sứ Hoa Kỳ tại Moskva Averell Harriman cũng được mời tham dự nhưng chỉ với tư cách quan sát viên do không được tổng thống Franklin Roosevelt ủy quyền phát biểu chính kiến của Hoa Kỳ. Cuộc gặp diễn ra tại biệt thự của I. V. Stalin ở Kunsevo, ngoại ô Moskva.
Sau khi thông báo cho phía Liên Xô biết Chính phủ Anh công nhận đường biên giới phía Tây của Liên Xô lấy Đường Curzon (Curzon Line) làm cơ sở, hai bên chuyển sang thảo luận vấn đề Balkan. Winston Churchill cho rằng có hai quốc gia cần phải được bàn thảo, đó là Hy Lạp và Romania. Phía Anh cho rằng họ cần có ảnh hưởng tại Hy Lạp để có một đầu cầu trên Địa Trung Hải, trong khi đó, Liên Xô cũng cần có một nước Romania không chống lại mình ở Balkan. I. V. Stalin cho rằng không nên đặt vấn đề theo cách đó vì phía Mỹ sẽ cho rằng Anh và Liên Xô thỏa thuận phân vùng ảnh hưởng sau lưng họ. Winston Churchill nói rằng những thỏa thuận tại đây chỉ là một "bản nháp", nó sẽ được đại sứ Hoa Kỳ ghi nhận và báo cáo với tổng thống Franklin Roosevelt để ba cường quốc có thể đi đến một thỏa thuận chính thức tại hội nghị Tam cường sẽ được tổ chức trong thời gian tới. Và Winston Churchill đưa ra một "bản nháp" thật sự. Đó là một tờ giấy gấp tư có ghi nhưng dòng đơn giản về việc phân chia ảnh hưởng của các cường quốc ở Balkan:
| “ | Romania: Nga 90%; các nước khác 10%. Hy Lạp: Vương Quốc Anh (với sự thỏa thuận của Hoa Kỳ) 90%; Nga 10%. Nam Tư: Nga 50%; Vương Quốc Anh (với sự thỏa thuận của Hoa Kỳ) 50%. Hungary: Nga 50%; Vương Quốc Anh (với sự thỏa thuận của Hoa Kỳ) 50%. Bulgaria: Nga 75%; các nước khác 25%. | ” |
| — | |   |

I. V. Stalin không nói gì. Sau khi đọc xong, ông chỉ đặt tờ giấy xuống bàn và đẩy nó lại phía Winston Churchill. Thủ tướng Anh phá vỡ sự im lặng bằng lời khuyên phía Liên Xô không nên quá nghi ngại. Vấn đề này có thể giải quyết một cách dễ dàng thông qua các công thức đó. I. V. Stalin nói rằng ông không cần giữ tờ giấy đó và thẳng thừng từ chối kiến giải về một sự sắp xếp các "khu vực ảnh hưởng" ở Đông Âu. Ông nói rõ rằng "một đất nước xã hội chủ nghĩa không có tham vọng phân chia thuộc địa như đế quốc Anh, điều đó trái với nguyên tắc cơ bản trong chính sách ngoại giao của Liên Xô". Winston Churchill đề nghị I. V. Stalin cho phép Bộ trưởng ngoại giao Liên Xô được làm việc trước với Bộ trưởng ngoại giao Anh về vấn đề này. I. V. Stalin không phản đối nếu việc đó chỉ dừng lại ở sự tham khảo ý kiến mà không đi đến một thỏa thuận chính thức.
Trong buổi làm việc tiếp theo giữa Anthony Eden và V. M. Molotov, phía Liên Xô cho rằng ở cả Nam Tư và Hungary, tỷ lệ ảnh hưởng của Liên Xô phải là 75%. Phía Anh nhượng bộ bằng cách đề nghị gác vấn đề Hungary lại cho phiên làm việc sau, còn ở Nam Tư, người Nga có thể có ảnh hưởng đến 60%, đối Bulgaria là 90% ảnh hưởng của Nga. V. M. Molotov cho rằng do truyền thống lịch sử, Nga phải có 90% ở Bulgaria. A. Edden cho rằng tỷ lệ ảnh hưởng Nga/Anh ở Bulgaria chỉ nên là 80%/20% nhưng tiếp tục bảo lưu tỷ lệ 50/50 cho Nam Tư. V. M. Molotov tiếp tục yêu cầu cho phía Liên Xô có 90% ảnh hưởng ở Bulgaria, còn ở Nam Tư chí ít cũng phải đạt 60% ảnh hưởng của Liên Xô. Anthony Eden đề nghị dừng cuộc làm việc để các bên báo cáo cho lãnh đạo của mình. Hai bên không có thỏa thuận với nhau nhưng phía Liên Xô đã đạt được mục đích tìm hiểu ý đồ thật sự của người Anh đối với vùng Balkan. V. M. Molotov tuyên bố đây chỉ là cuộc tham khảo ý kiến và yêu cầu cả hai bên không được lưu giữ lại các biên bản, các ghi chép. Sau khi nhận được báo cáo của Averell Harriman về đề nghị phân chia ảnh hưởng của các cường quốc tại Balkan, Tổng thống Hoa Kỳ Franklin Roosevelt đã chuyển đến Moskva một bức điện phản đối ý tưởng của người Anh. Bức điện có đoạn viết:
| “                     | "Chúng ta không nên bàn đến việc phân chia một cách mơ hồ như vậy mà phải xem xét làm thế nào để phối hợp chính sách một cách tốt nhất đối với các nước vùng Balkan, bao gồm cả Hungary và Thổ Nhĩ Kỳ." | ” |
| — Franklin Roosevelt. | |   |

Từ đó về sau, công thức phân chia phần trăm ảnh hưởng ở Balkan không bao giờ được nhắc lại tại các hội nghị Tam cường diễn ra sau đó.

### Tổ chức lại quân đội Bulgaria
Trong Chiến tranh thế giới thứ hai, mặc dù quân đội Liên Xô và quân đội Bulgaria không trực tiếp đụng độ trên chiến trường và người dân Bulgaria vẫn nhớ đến người Nga khi họ đánh bại Đế quốc Otoman trong cuộc Chiến tranh Balkan 1877-1878 giải phóng dân tộc Bulgaria khỏi ách chiếm đóng của Thổ Nhĩ Kỳ. Tuy nhiên, quân đội Bulgaria thân Đức dưới thời Vua Boris III và Nhiếp chính vương Simeon I lại gây ra những tội ác với nhân dân các nước láng giềng. Quân đội này đã đàn áp các cuộc khởi nghĩa của người Nam Tư ở Macedonia (nay là Cộng hòa Macedonia) và người Hy Lạp ở miền Bắc nước này. Trong hàng ngũ sĩ quan trung cao cấp Bulgaria, còn nhiều phần tử thân phát xít và cộng tác chặt chẽ với ché độ này để đàn áp những người du kích Bulgaria chống phát xít. Do đó, việc tổ chức lại quân đội Bulgaria là việc làm cấp bách của Chính phủ mới ở Bulgaria.
Ngày 16 tháng 9, Damian Velchev, Bộ trưởng Chiến tranh Bulgaria có công văn gửi tướng S. S. Biryuzov, Trưởng ban kiểm soát đồng minh tại Bulgaria hứa sẽ làm mọi việc để phối hợp hoạt động một cách thống nhất giữa quân đội Bulgaria và quân đội Liên Xô để đưa quân đội Bulgaria tham gia chiến đấu chống phát xít Đức trong thời hạn ngắn nhất. Thế nhưng, trong cuộc hội đàm ngày 19 tháng 9 giữa các đại diện của Phương diện quân Ukraina 3 gồm các tướng S. S. Biryuzov, tướng I. S. Anoshin với đoàn đại biểu chính phủ Bulgaria gồm Thủ tướng Kimon Georgyev, Tổng tư lệnh quân đội Bulgaria, tướng Ivan Marinov, Bộ trưởng Chiến tranh Bulgaria Damian Velchev và một đại tá đại diện cho Bộ Tổng tham mưu Bulgaria thì Damien Velchev lại quay ngoắt 180 độ. Nếu Thủ tướng Bulgaria và Tổng tư lệnh quân đội Bulgaria chủ trương nhanh chóng triển khai quân đội Bulgaria chống lại quân đội Đức Quốc xã thì Bộ trưởng Chiến tranh Bulgaria và đại diện Bộ Tổng tham mưu Bulgaria lại chống lại chủ trương này với lý do quân đội Bulgaria không đủ sức chiến đấu và không đáng tin cậy. Tướng S. S. Biryuzov hứa sẽ trang bị lại cho quân đội Bulgaria bằng vũ khí, đạn dược của Liên Xô, kể cả xe tăng và máy bay. Phía Liên Xô sẽ cung cấp hơn 5.000 tấn nhiên liệu cho máy bay và xe cơ giới Bulgaria hoạt động trở lại. Các đơn vị kỹ thuật của quân đội Liên Xô sẽ giúp đỡ quân đội Bulgaria khôi phục hoạt động của các vũ khí hạng nặng, khí tài và phương tiện chiến tranh khác. Các chuyên gia quân sự Liên Xô sẽ giúp đỡ huấn luyện quân đội Bulgaria về chiến thuật, kỹ năng tác chiến và phối hợp, hiệp đồng binh chủng. Phương diện quân Ukraina 3 hoàn toàn có đủ khả năng để làm việc này. Còn việc quân đội này có tin vậy được hay không thì còn phải chờ một cuộc kiểm tra thực tế do Tổng tư lệnh quân đội Bulgaria và đại diện Phương diện quân Ukraina 3 tiến hành ngay sau đó. Không còn lý do để trì hoãn, tướng Damian Velchev buộc phải chấp nhận chủ trương của Thủ tướng Kimon Georgyev và Tổng tư lệnh Ivan Marinov.
Ban chấp hành trung ương Đảng Công nhân Bulgaria cử đại tá Ivan Vinarov, chỉ huy lực lượng bảo vệ quân đội Bulgaria cùng các sĩ quan tùy tùng của Tổng tư lệnh quân đội Bulgaria đến các đơn vị để tìm hiểu tình hình quân đội Bulgaria. Sau ba ngày kiểm tra, ngày 23 tháng 9, đoàn công tác này đã có báo cáo gửi chính phủ Bulgaria và Tổng tư lệnh quân đội Bulgaria. Báo cáo nêu rõ rằng không có một đơn vị nào của quân đội Bulgaria không phục tùng chính phủ của Mặt trận Tổ Quốc Bulgaria. Không một sĩ quan, hạ sĩ quan và binh sĩ Bulgaria nào chống lại sự chỉ đạo của chính phủ Mặt trận Tổ Quốc đối với quân đội. Quân đội Bulgarya hoàn toàn có khả năng chiến đấu và chỉ cần thêm hai tuần nữa để thống nhất vấn dề hợp đồng tác chiến với quân đội Liên Xô là có thể tham chiến với sức chiến đấu cao hơn. Tuy nhiên, tướng Damian Velchev lại cho rằng các cuộc hội nghị, mít tinh để khích động tinh thần chống phát xít Đức của các binh sĩ Bulgaria là dấu hiệu của sự tan rã trong quân đội. Đại tá Ivan Vinarov đã bác bỏ lập luận đó của Damian Velchev bằng các biên bản của các cuộc mít tinh, trong đó thể hiện các sĩ quan và binh sĩ Bulgaria đều nóng lòng muốn góp sức mình vào cuộc đấu tranh chống phát xít Đức, đem lại hòa bình cho châu Âu và Balkan. Trước những chứng cứ không thể chối cãi, tướng Damian Velchev phải rút lui ý kiến của mình.
Thực hiện thỏa thuận về việc huấn luyện nâng cao khả năng chiến đấu cho quân đội Bulgaria, từ đầu tháng 10 năm 1944, Phương diện quân Ukraina 3 đã cử 7 tổ chuyên gia quân sự đến phối hợp huấn luyện cho các sư đoàn Bulgaria. Tổ của đại tá P. M. Tartachevsky đến Sư đoàn bộ binh 4, tổ của đại tá V. P. Kheraskov đến Sư đoàn bộ binh 5, tổ của đại tá I. S. Titov đến Sư đoàn bộ binh 6, tổ của đại tá S. G. Galiakberov đến Sư đoàn bộ binh 9, tổ của đại tá F. V. Grigoryev đến Sư đoàn bộ binh 12, tổ của đại tá kỵ binh G. P. Shaforyod đến Sư đoàn kỵ binh 1 và tổ của đại tá kỵ binh V. Ya. Pogidayev đến Sư đoàn kỵ binh 2. Trung tuần tháng 10 năm 1944, Bộ Tổng tham mưu quân đội Liên Xô ra quyết định hợp nhất các tổ công tác này thành Đoàn cố vấn quân sự Liên Xô ở Bulgaria do thiếu tướng A. V. Blagodatov làm trưởng đoàn. Đội ngũ cán bộ chỉ huy cao cấp của quân đội Bulgaria cũng được Tổng tư lệnh Ivan Marinov cải tổ lại. Những người chỉ huy cuộc khởi nghĩa Tháng Chạp năm 1923 còn chưa bị Vua Boris xử bắn đã được triệu tập vào quân đội để chỉ huy các tập đoàn quân và các sư đoàn Bulgaria gồm Georgyev Damyanov, Zakhari Zakharyev, Ivan Kinov, Ferdinand Kozovsky, Ivan Mikhailov, Branimir Ormanov và Pyotr Panchevsky Một số sĩ quan cao cấp Bulgaria trước đây bị loại ngũ do tư tưởng chống phát xít như Vladimir Stoychev, Todor Toshev, Stoyen Trendafilov cũng được gọi tái ngũ để tham gia chỉ huy quân đội Bulgaria. Tướng Steryu Antanasov, Ủy viên trung ương BRP (k) được cử làm Phó tổng tư lệnh quân đội Bulgaria phụ trách các vấn đề chính trị. Đại bộ phận các sĩ quan cấp dưới được thay thế bằng các hạ sĩ quan có tinh thần cách mạng.
Tuy nhiên, một số bộ trưởng trong Chính phủ Kimon Georgyev có tư tưởng thân phương Tây như Petko Stoyenov (tài chính), Nikola Petkov (không bộ) vẫn tiếp tục chống đối chủ trương đưa quân đội Bulgaria ra mặt trận chống Đức Quốc xã. Để giải quyết dứt khóa vấn đề này, ngày 12 tháng 10, Thủ tướng Kimon Georgyev và Bộ trưởng chiến tranh Damian Velchesv cùng ký vào quyết định thành lập Tập đoàn quân Bulgaria 1 do trung tướng tái ngũ Vladimir Stoychev làm tư lệnh, thiếu tướng Steryu Antanasov làm phó tư lệnh, thiếu tướng Pyotr Panchevsky làm tham mưu trưởng. Tổng quân số của Tập đoàn quân gồm 96.130 người, gồm các sư đoàn bộ binh 3, 8, 10, 11, 12, 16 cùng các trung đoàn xe tăng, pháo binh và các phương tiện tăng cường khác. Trong quý IV năm 1944, Quân đội Bulgaria đã có thêm các tập đoàn quân 2 và 4. Tổng quân số của ba tập đoàn quân Bulgaria (1, 2 và 4) tham gia chiến đấu cùng Phương diện quân Ukraina 3 trong giai đoạn cuối của Chiến tranh thế giới thứ hai ở châu Âu lên đến 474.000 người, gồm 18 sư đoàn bộ binh, 5 sư đoàn kỵ binh, 5 lữ đoàn xe tăng và 11 trung đoàn pháo binh.
Từ tháng 10 năm 1944 đến khi chiến tranh kết thúc, Quân đội Bulgaria đã nhận được nhiều trang bị kỹ thuật, vũ khí, khí tài và các phương tiện vật tư bảo đảm gồm: 344 máy bay (trong đó có 120 chiếc Yak-3, 120 chiếc IL-2, 96 chiếc Pe-2), 65 xe tăng T-34, 410 pháo nòng dài, 155 lựu pháo, 280 pháo chống tăng, 370 súng cối, 18.800 súng trường, 10.615 tiểu liên, 1.270 trung liên, 420 đại liên, 369 điện đài, 2.572 điện thoại, 370 xe ô tô và hơn 4 triệu viên đạn các loại. Cơ quan hậu cần của Phương diện quân Ukraina 3 đã cung cấp cho quân đội Bulgaria 20.000 mét vải và 5.000 đôi giày để trang bị cho sĩ quan và binh sĩ quân đội Bulgaria, cung cấp hơn 3.000 tấn nhiên liệu các loại để vận hành các xe tăng, máy kéo, ô tô và các khí tài hạng nặng khác.

## Kết quả, đánh giá và ảnh hưởng

### Kết quả và đánh giá
Chiến dịch Bulgaria đã dẫn tới sự sụp đổ của chính quyền thân Đức tại quốc gia này và sự thành lập chính phủ của Mặt trận Tổ quốc do K. S. Geogriyev đứng đầu. Chính quyền mới nhanh chóng từ bỏ phe Trục, gia nhập phe Đồng Minh và tuyên chiến với nước Đức Quốc xã cùng đồng minh cuối cùng của nó là Hungary. Mặt trận Tổ Quốc cũng giải tán quốc hội cùng hệ thống cảnh sát cũ, tiến hành cải tổ quân đội và đặt các tổ chức phát xít ra ngoài vòng pháp luật. Quân đội Bulgaria đóng ở Hy Lạp và Nam Tư cũng nhanh chóng được rút về nước.
Chiến dịch giải phóng Bulgaria nhanh chóng thành công là nhờ có sự phối hợp giữa quân đội Liên Xô và những người yêu nước Bulgaria, trong đó, các Liên đoàn du kích Bulgaria đóng vai trò quan trọng về quân sự. Mặt khác, đòn tấn công của Phương diện quân Ukraina 2 sang phía Tây cũng đe dọa cắt đứt con đường rút lui của quân đội Đức Quốc xã khỏi Bulgaria và Hy Lạp, buộc Cụm tập đoàn quân F và cánh quân Bulgaria của Tập đoàn quân E (Đức) phải nhanh chóng rút lui. Trong khi đó, chủ lực của Cụm tập đoàn quân "Nam" (Đức) đang bận đối phó với cuộc tấn công của quân đội Liên Xô tại Bắc Transilvania, không có các đơn vị rảnh rỗi trong lực lượng dự bị nên đã chịu để mất Bulgaria một cách nhanh chóng.
Khác với cuộc Khởi nghĩa tháng 8 năm 1944 tại Romania cần có sự tham gia của nhà vua Romania và một bộ phận tướng lĩnh trong quân đội Romania, cuộc Khởi nghĩa ngày 9 tháng 9 năm 1944 ở Bulgaria hoàn toàn sử dụng lực lượng du kích do Đảng Công nhân Bulgaria (Cộng sản) tổ chức, có sự tham gia của đông đảo các tầng lớp nhân dân Bulgaria. Sức ép của ba tập đoàn quân Liên Xô trên chiến trường, sức mạnh của 13 Liên đoàn du kích, của các cuộc đình công, bãi công của người lao động Bulgaria và tâm lý chán ghét chiến tranh, không muốn đổ máu giữa những người Slave của binh lính và nhân dân Bulgaria đã làm cho cuộc khởi nghĩa ngày 9 tháng 9 nhanh chóng đạt được thắng lợi
Ngày nay, sau khi Liên Xô và khối xã hội chủ nghĩa ở Đông Âu sụp đổ, một số người trong giới nghiên cứu lịch sử Bulgaria đã lật lại vấn đề có nên để Quân đội Bulgaria tham gia chống lại quân đội Đức Quốc xã hay không và việc thiết lập quan hệ đồng minh Liên Xô - Bulgaria có ảnh hưởng xấu đến sự phát triển của Bulgaria trong tương lai hay không. Tuy nhiên, đối với giới quân sự Bulgaria hiện nay, họ vẫn tự hào vì quân đội Bulgaria đã đóng góp xứng đáng vào cuộc đấu tranh chống lại chủ nghĩa phát xít, đem lại hòa bình cho Đông Âu và Bulgaria.

### Ảnh hưởng

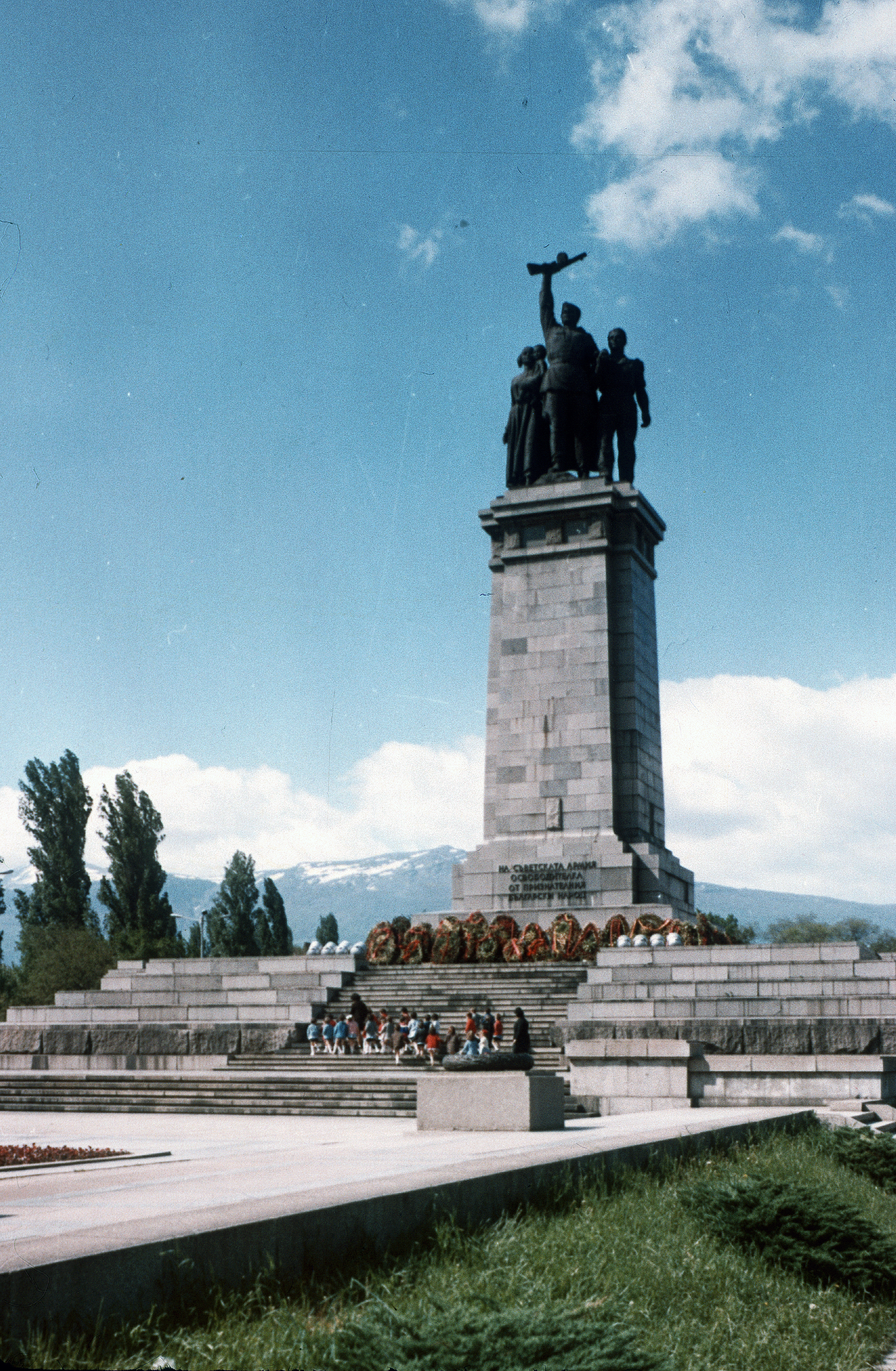
Tượng đài kỷ niệm quân đội Liên Xô tại Thủ đô Sofia

Việc để mất Bulgaria là một đòn mạnh tiếp theo giáng vào vị thế chiến lược chính trị, quân sự của nước Đức Quốc xã tại Balkan. Ngoài việc hải quân Đức Quốc xã không còn chỗ đứng ở Biển Đen, nước Đức Quốc xã mất thêm một đồng minh ở Balkan; quân đội Đức Quốc xã còn bị hở toàn bộ sườn phía Đông Balkan. Quân đội Liên Xô đã chiếm lĩnh biên giới Bulgaria - Nam Tư đã tiến ra tuyến có thể trực tiếp chi viện cho Quân giải phóng nhân dân Nam Tư hoàn thành công cuộc giải phóng đất nước họ và góp phần cùng với quân đội Liên Xô, quân đội Romania, quân đội Bulgaria cùng các lực lượng du kích Hy Lạp và Albania hoàn thành việc giải phóng bán đảo Balkan, tiến tới đánh bại hoàn toàn quân đội Đức Quốc xã và đồng minh duy nhất còn lại của họ ở châu Âu là quân đội Hungary.
Sự kiện Bulgaria đứng về phía Liên Xô đã làm cho cuộc tranh chấp bán đảo Balkan giữa các nước đồng minh Anh, Mỹ và Liên Xô thêm căng thẳng. Mặc dù Tổng thống Hoa Kỳ Franklin Roosevelt không ủng hộ "phương án Balkan" của Thủ tướng Anh Winston Churchill ngay từ Hội nghị Tehran 1943 nhưng cơ quan OSS của Hoa Kỳ vẫn liên kết với cơ quan tình báo MI6 của Anh để tìm kiếm những ảnh hưởng phục vụ cho lợi ích của Anh và Mỹ tại Balkan. Tuy nhiên, một khi các thỏa thuận của Hội nghị Tehran được thực thi và cả một phương diện quân Liên Xô đã có mặt tại Bulgaria và một chính quyền mới thân Liên Xô đã lập ra tại đây thì những hành động muộn màng của quân đồng minh ở Địa Trung Hải nhằm bắt tay với quân đội Bulgaria sau lưng Chính phủ Bulgaria và quân đội Liên Xô đều không đạt được bất kỳ một kết quả nào.
Thổ Nhĩ Kỳ, quốc gia có quyền lợi và ảnh hưởng quan trọng ở Biển Đen đã tỉnh táo nhìn nhận diễn biến tình hình khu vực Balkan từ rất sớm và đã tuyên bố cắt đứt quan hệ ngoại giao và hạn chế các quan hệ kinh tế với nước Đức Quốc xã ngay khi quân đội Liên Xô bắt đầu tiến vào lãnh thổ Romania. Ngày 5 tháng 9 năm 1944, việc Liên Xô tuyên chiến với Bulgaria và đến ngày 8 tháng 9 thì tiến quân vào nước này đã làm cho Chính phủ Thổ Nhĩ kỳ lo ngại. Để bảo vệ vùng Istanbul (Constantinopolis) trong đó có các eo biển chiến lược Bosphorus và Dardanelles, ngày 6 tháng 9, quân đội Thổ Nhĩ Kỳ đã triển khai 20 sư đoàn dọc theo biên giới Bulgaria - Thổ Nhĩ Kỳ. Tuy nhiên, quân đội Liên Xô không có ý định tiến xuống phía Nam. Mục tiêu tiếp theo của họ là vùng Tây Balkan để tiếp cận biên giới phía Nam của nước Đức Quốc xã.